# Arquitectura medieval en Normandía

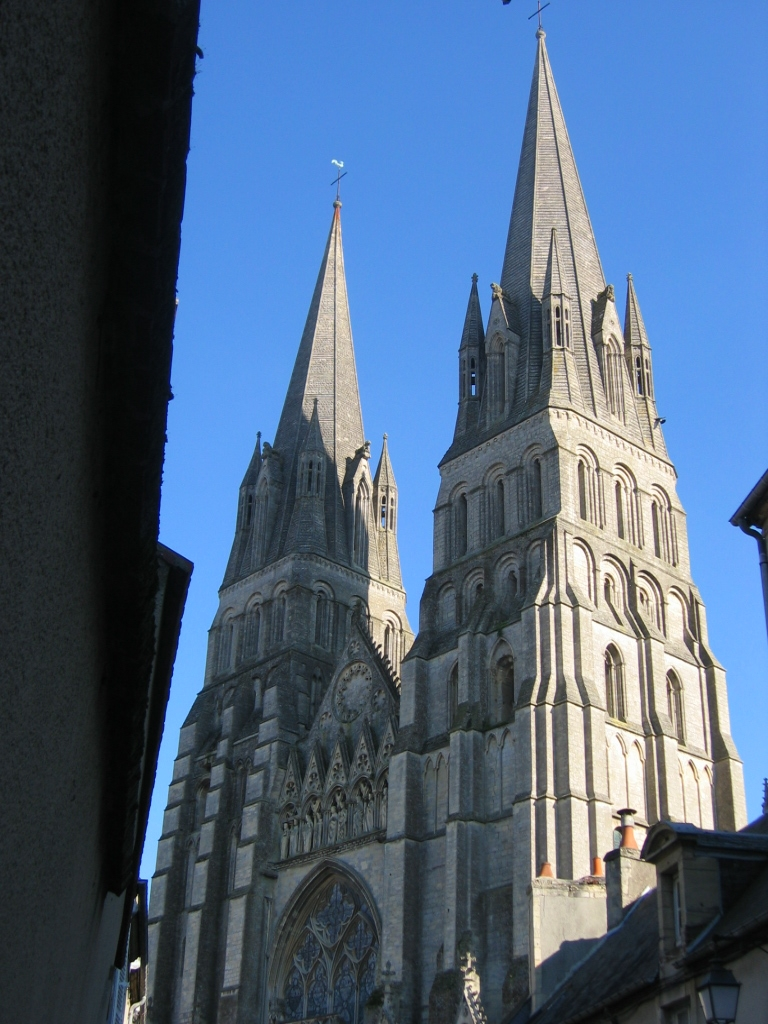
La catedral de Bayeux, siglo XI

La arquitectura medieval normanda es la arquitectura construida en la región gobernada por el ducado de Normandía (911-1469) —más o menos coincidente con la actual región administrativa de Normandía—, una arquitectura de características únicas que hacen que esa región aún conserve una fuerte identidad. Las cronologías del estudio respetan los acontecimientos políticos: los testimonios arquitectónicos de la Alta Edad Media son raros y por ello el artículo comienza en el año 911, el año de la creación del ducado de Normandía. Se terminará a finales del siglo XV, el momento en que aparecen en Normandía las primeras construcciones de edificios del Renacimiento.

## Arquitectura románica (siglosXIyXII)

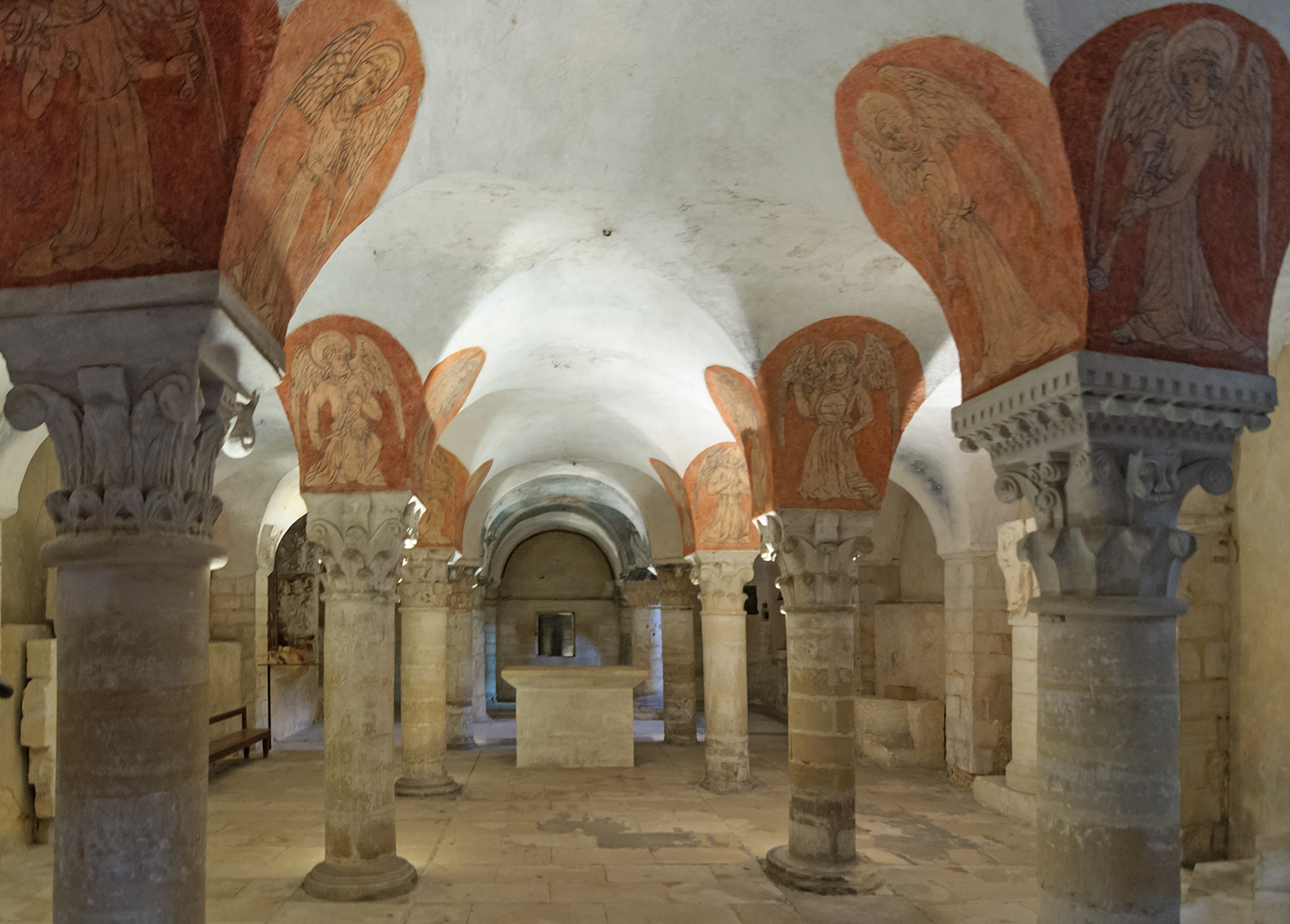
La cripta de la catedral de Bayeux,.

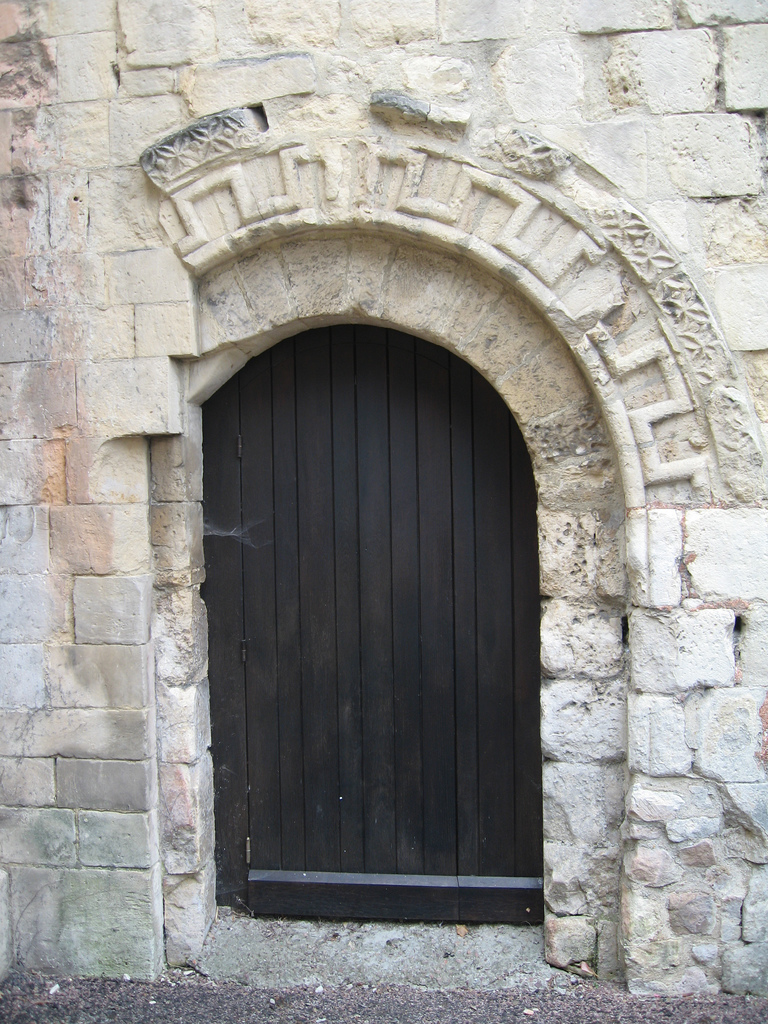
Vestigio del en la colegiata del Saint-Sépulcre de Caen.

La arquitectura de este periodo se relaciona con la escuela anglonormanda, cuyas innovaciones influyeron mucho en los maestros de obras góticas: torre-linterna, triforio, y, en la segunda mitad del siglo XI, la fachada armónica. Desarrollada en el mundo monástico, esta fachada occidental en forma de H es un composición tripartita con una base perforada con tres portales en el que el central, más ancho, se corona con un muro piñón a dos aguas que se abre con grandes huecos (que se convertirán en los rosetones en el período gótico). Los dos portales laterales están coronados con torres simétricas que albergan las campanas y cuya verticalidad prefigura la silueta de las catedrales.
Las torres plantadas sobre el primer tramo de las naves laterales están alineadas con la puerta principal de la nave, a fin de crear una fachada rectilínea. Esta fachada armónica asumirá gradualmente una mayor importancia en combinación con estructuras complementarias y será aceptado como una solución satisfactoria para el tratamiento de la fachada occidental de muchos edificios religiosos góticos.
Los maestros de obra normandos también, a finales de siglo XI, adoptaron el principio de la crucería de ojivas desarrollado a mediados del siglo XI por los arquitectos lombardos, pero no llegarían a derivar todas las oportunidades que extrajeron de él sus homólogos de la Île-de-France.
Los edificios románicos de Normandía más destacados que aún se conservan son:
- Iglesia abacial de Cerisy-la-Forêt: nave de los años 1080;
- Iglesia abacial de Lessay;
- Iglesia abacial de Notre-Dame de Bernay, siglo XI;
- Iglesia prioral de Graville;
- Iglesia abacial de Notre-Dame de Jumièges, siglo XI;
- Église Sainte-Paix de Caen
- Iglesia abacial de Saint-Étienne de la abadía de los Hombres de Caen, nave;
- Iglesia abacial de la Trinité de la Abadía de las Damas de Caen;
- Iglesia de Saint-Nicolas de Caen;
- Iglesia abacial de Saint-Georges de Boscherville;
- Iglesia parroquial de Ouistreham;
- Antigua iglesia Saint-Pierre de Thaon;
- Abadía de Saint-Pierre-sur-Dives, campanario del siglo XII, cimborrio con base del siglo XI.

Las decoraciones de virolas acanaladas que ornan los arcos de medio punto son típicas de la arquitectura medieval normanda. Se encuentran en ejemplos de arquitectura civil (por ejemplo, sala del Tablero del castillo de Caen), pero sobre todo en muchas iglesias (por ejemplo abbaye aux Dames, iglesia de San Pedro de Thaon).

## ElsigloXII
Los anglonormandos fueron los pioneros de la bóveda en la intersección de las ojivas: la técnica aparece en Lessay hacia el año 1100.

## El gótico normando (fin delsigloXII- inicios delsigloXIII)

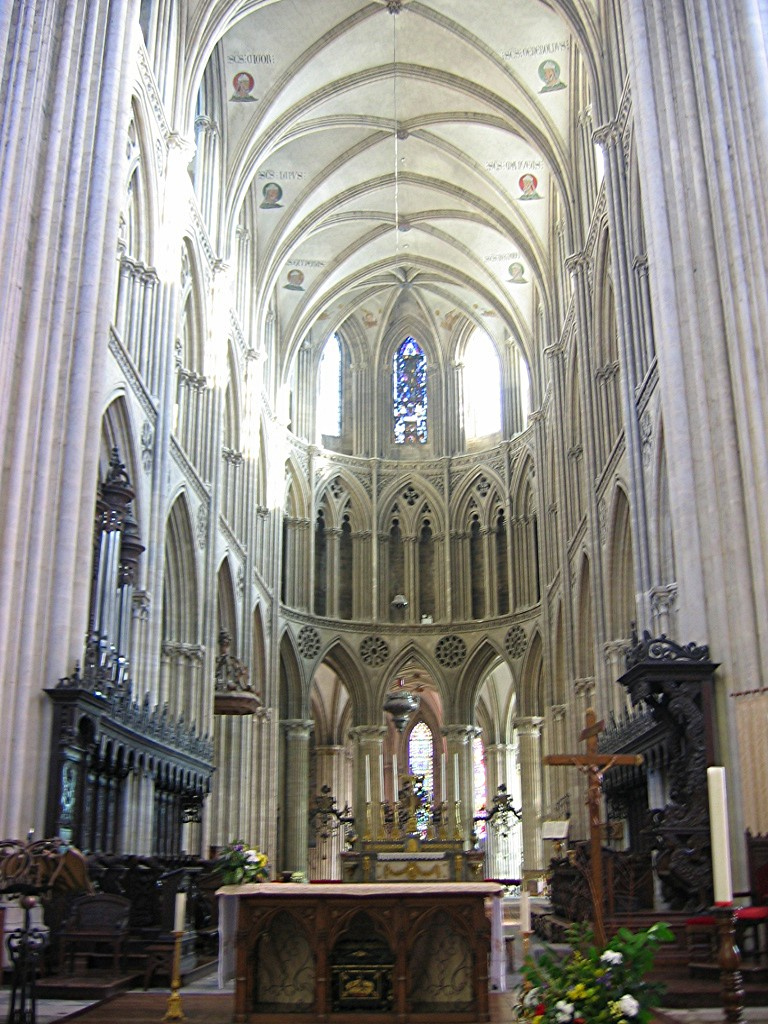
Un ejemplo de gótico normando: el coro de la catedral de Bayeux (ca. 1230)

El ducado de Normandía de los Plantagenêts, con sus prelados normandos, se asocia muy temprano con el movimiento gótico francés cuyo primer ejemplo aparece en la nave de la catedral Saint-Pierre de Lisieux (1167-1174). Esta precocidad es explicada por el patrocinador de la obra, obispo Arnulfo (1141-1181). Prelado prominente, descubrió las novedades arquitectónicas del gótico temprano cuando fue a la consagración de la abadía de Saint-Denis el 11 de junio de 1144. Sus buenas relaciones con el abad Suger, seguramente lo incitaron a llamar a un maestro de obras francés.
Después de sus victorias sobre Juan sin Tierra, Felipe Augusto anexionó el territorio al dominio real en 1204: la influencia del arte gótico de la Ile-de-France surgió rápidamente en la arquitectura militar: desde París, la fortaleza medieval del Louvre inspiró no solo los donjons de Ruan y de Lillebonne sino también las torres Talbot de Falaise y del Prisionero de Gisors.
Sin embargo, los elementos tradicionalmente normandos resisten en la arquitectura religiosa, especialmente en la Baja Normandía, donde a menudo se contentan con adaptar los nuevos procesos arquitectónicos a los edificios del período románico. De hecho, hasta el segundo cuarto del siglo XII, un gran número de iglesias tenían sus naves cubiertas de carpintería. Fue entonces cuando recibieron abovedamientos góticos basados en el uso de bóveda de crucería. Heredados de este período, las plantas de las iglesias a menudo tienen una amplitud notable con un transepto muy destacado, mientras que el uso de un tipo de bóveda rebajada, enmarcada por arcos de medio punto, hacía que el empuje fuese tan fuerte que requería muros muy gruesos.
El coro de la iglesia abacial de Saint-Etienne de Caen fue el primer edificio construido después del final del ducado (1204). Sin embargo, las supervivencias normandas aún son visibles en la nave: la coursière (galería de circulación al nivel del claristorio) y el ancho de la nave central son típicamente normandas. La reconstrucción del coro de la catedral de Bayeux (alrededor de 1230) también respeta esta tradición normanda: arcos quebrados muy agudos, tímpanos calados de tréboles, volutas, ausencia de estatuas, luz.

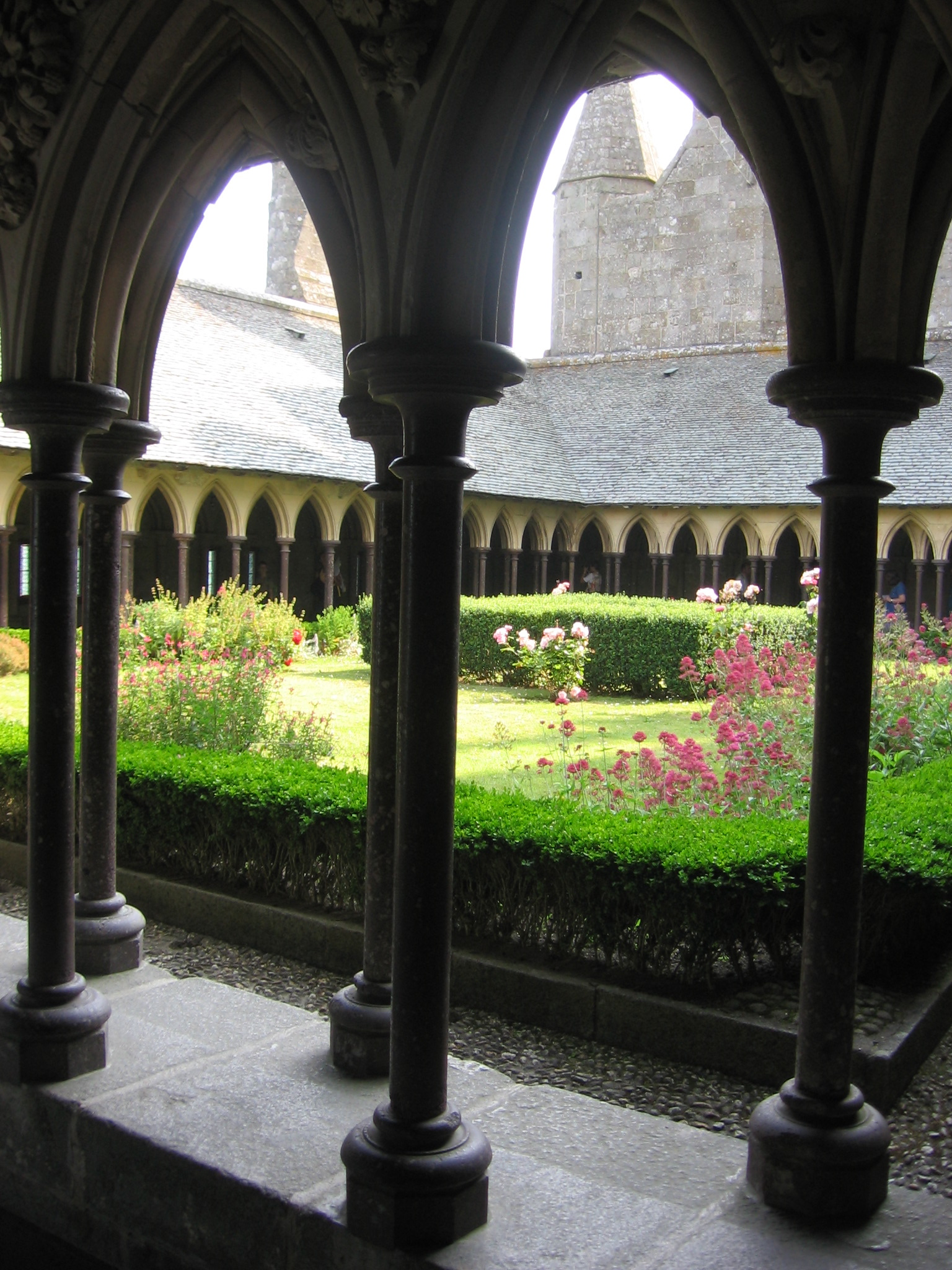
El claustro de la merveille de la abadía de Mont Saint-Michel (1225-1228).

El claustro de la Maravilla de la abadía de Mont Saint-Michel reconstruido en el estilo arquitectónico normando, con capiteles con ábacos circulares, enjutas de piedra de Caen y motivos vegetales, fue terminado en 1228.
En Coutances, la reconstrucción de la nave precede a la del coro (alrededor de 1220-1235). Estas dos partes del edificio son de estilo normando: los capiteles con ábacos circulares huecos, los delgados arcos y sus acentuadas molduras son signos evidentes de resistencia al estilo gótico francés. Del mismo modo, el cimborrio era una especificidad normanda desde la época románica: en el siglo XIII, las iglesias de Saint-Pierre-sur-Dives, Fécamp, Lisieux, Ruan, Langrune, Rots, Norrey-en-Bessin y Étretat disponían de uno. El estilo regional también aparece en la fachada de la catedral, que ofrece líneas verticales vertiginosas.

Interiores góticos normandos
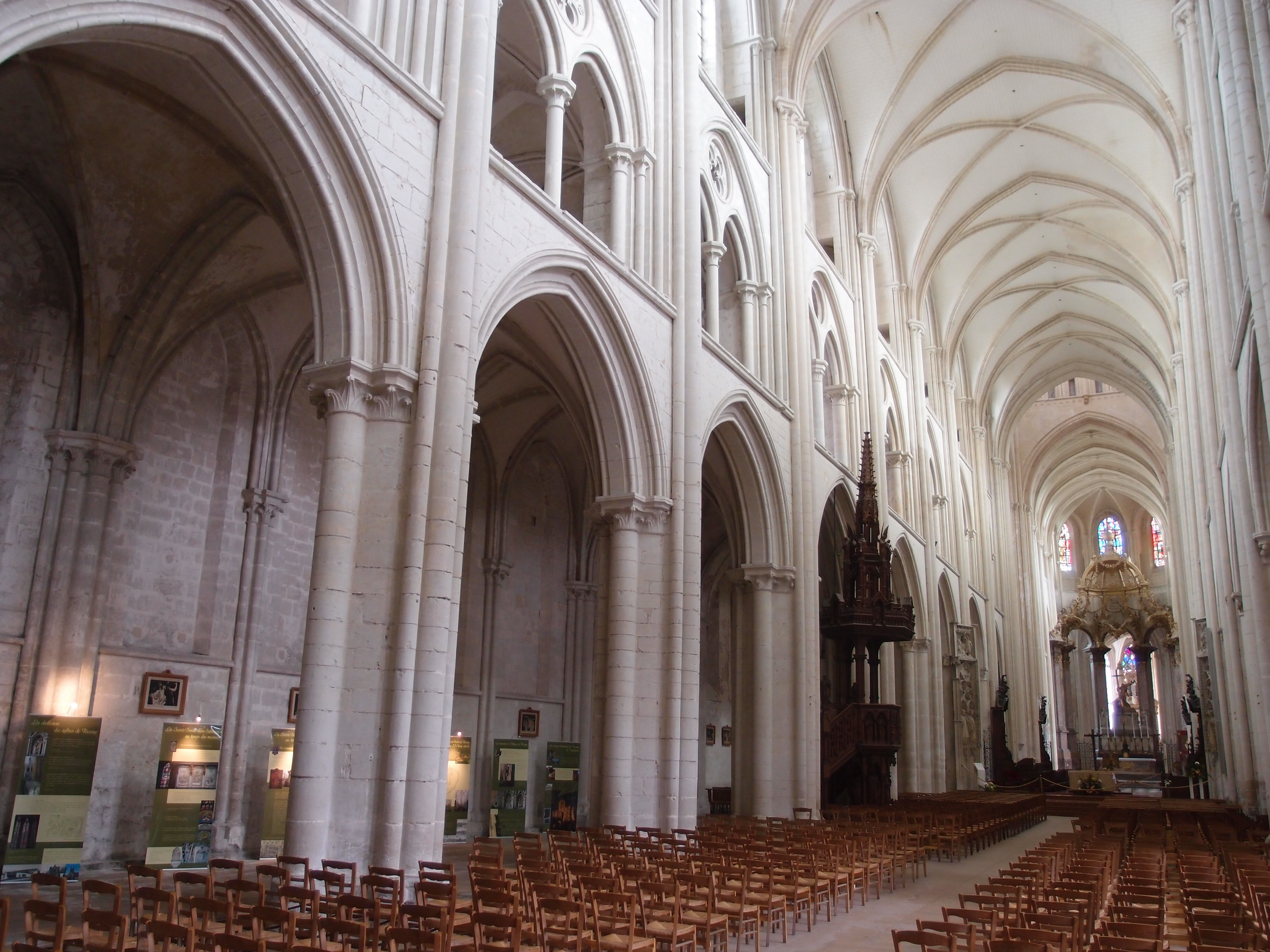
Nave de la iglesia de la abadía de Fécamp (1187-1228).
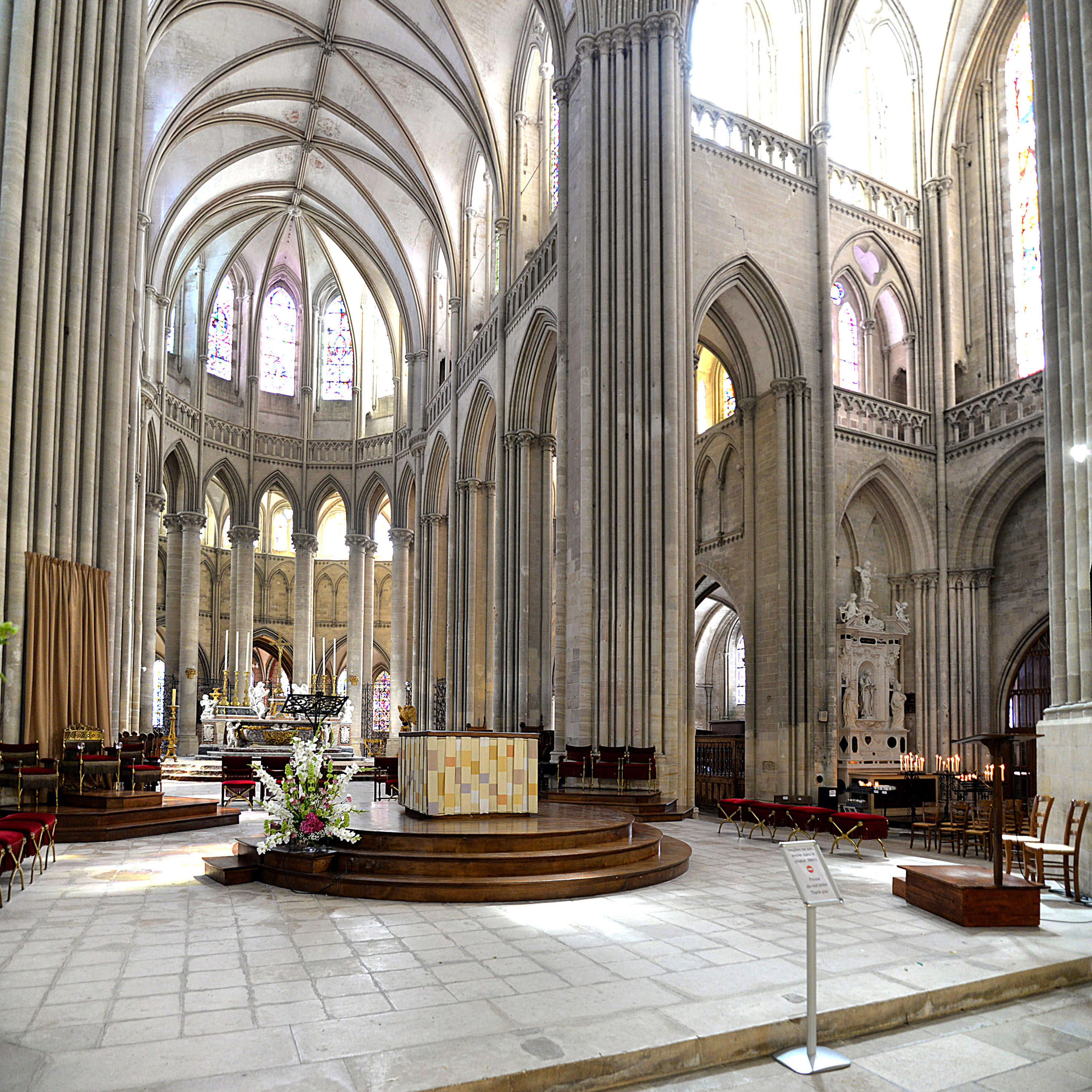
Coro de la catedral de Coutances (1180-1270).
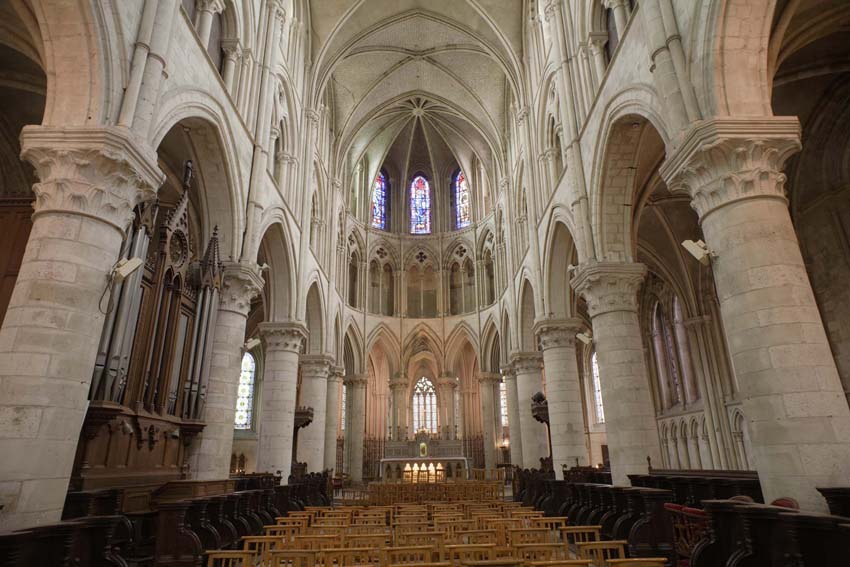
Catedral de Lisieux (ca. 1223).
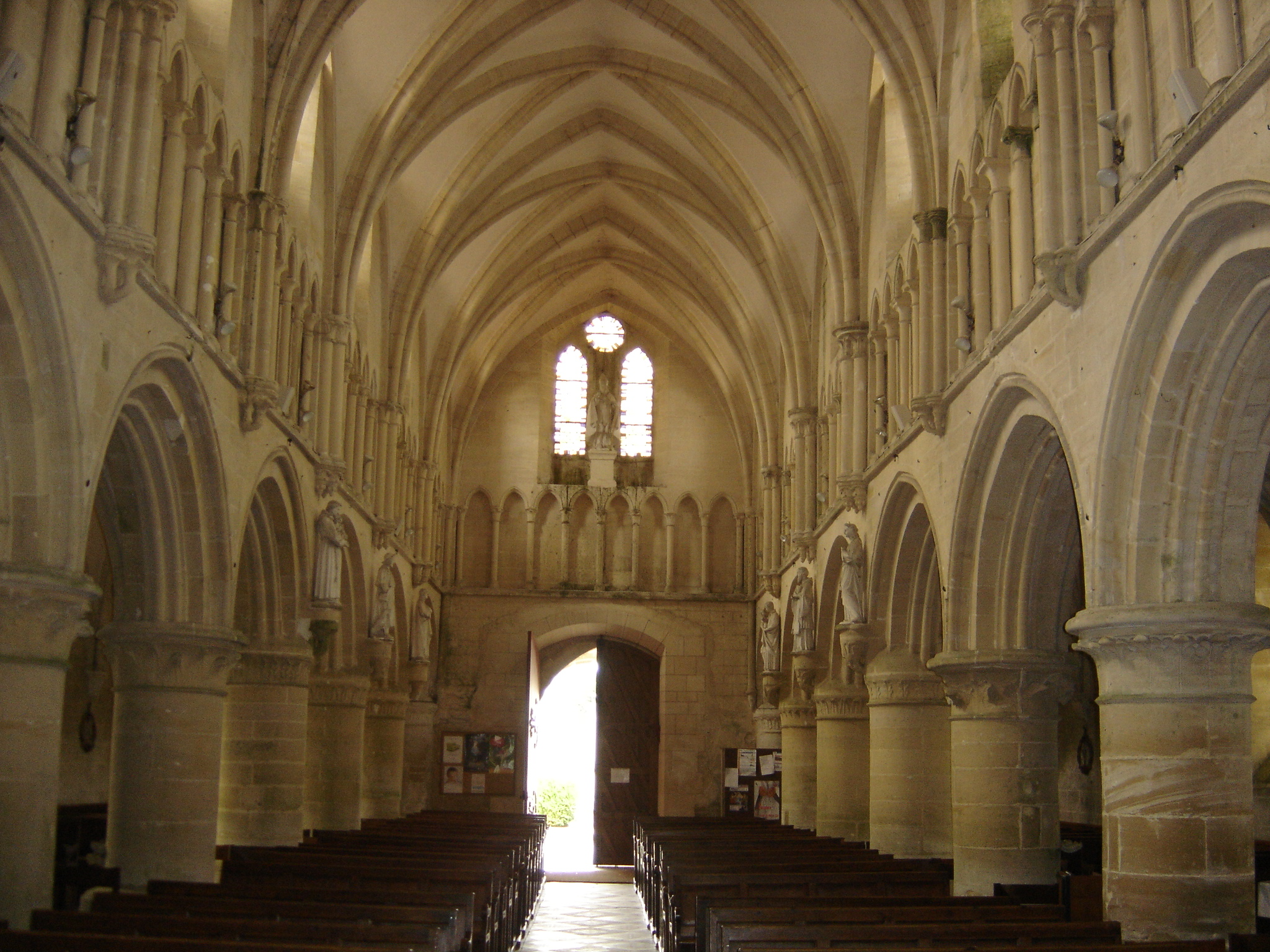
Iglesia de San Martín de Langrune-sur-Mer (1298).
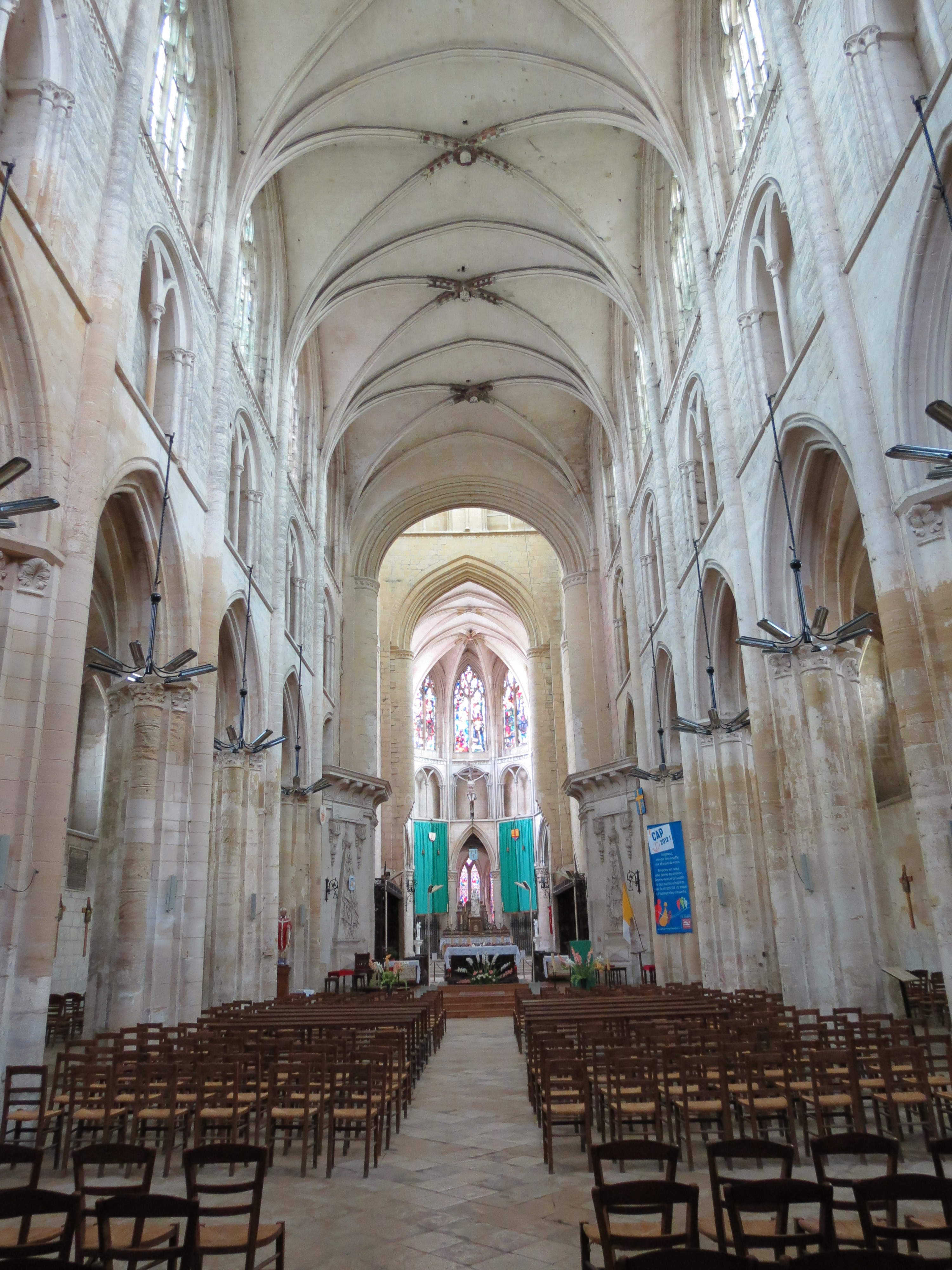
Abadía de Saint-Pierre-sur-Dives (siglo XIII)

El extremo del coro de la catedral de Lisieux, construido en el siglo XIII, también revela un cambio en relación con la nave de style francilien. El maestro constructor, diferente del de la época de Arnulfo , impuso el estilo gótico normando: las columnas que componen los arcadas son dobles, los ábacos tienen forma circular o poligonal, los tréboles perforan los muros. Sobre todo, el estilo gótico parece mucho más evolucionado y esbelto: un triforium reemplaza a las falsos Tribunas de la nave, las arcadas se aprietan, las columnas se afinan, las molduras se perfeccionan.
En conjunto, todas las catedrales normandas están construidas según una misma planta que incluye una nave, unas naves laterales simples, un transepto y capillas radiantes que se abren al deambulatorio. La capilla de la Virgen, dispuesta en el eje de la iglesia, es una verdadera pequeña iglesia anexa a la grande (abadía de la Trinidad de Fécamp). Las iglesias rurales están compuestas por una nave terminada por una cabecera plana como se puede encontrar en Inglaterra. La característica más llamativa de este estilo de arquitectura es la rotura muy pronunciada de los arcos en lancetas, especialmente en los coros, portales y campanarios, mientras que las bóvedas de arista se hacen casi siempre en una planta barlonga. Estas disposiciones se conservarán en los monumentos del gothique rayonnant al que pertenecen la iglesia abacial de Saint-Ouen, Saint-Pierre de Caen (aunque el coro es del siglo XVI) y en los edificios del gothique flambloyant: San Maclou de Ruan, Caudebec-en-Caux, Notre-Dame de Saint-Lô, el coro de la iglesia abacial del Monte Saint-Michel, Saint-Jacques de Lisieux, Saint-Jacques de Dieppe, Notre-Dame d'Alençon, las dos iglesias de Saint-Martin y Saint-Germain de Argentan. 

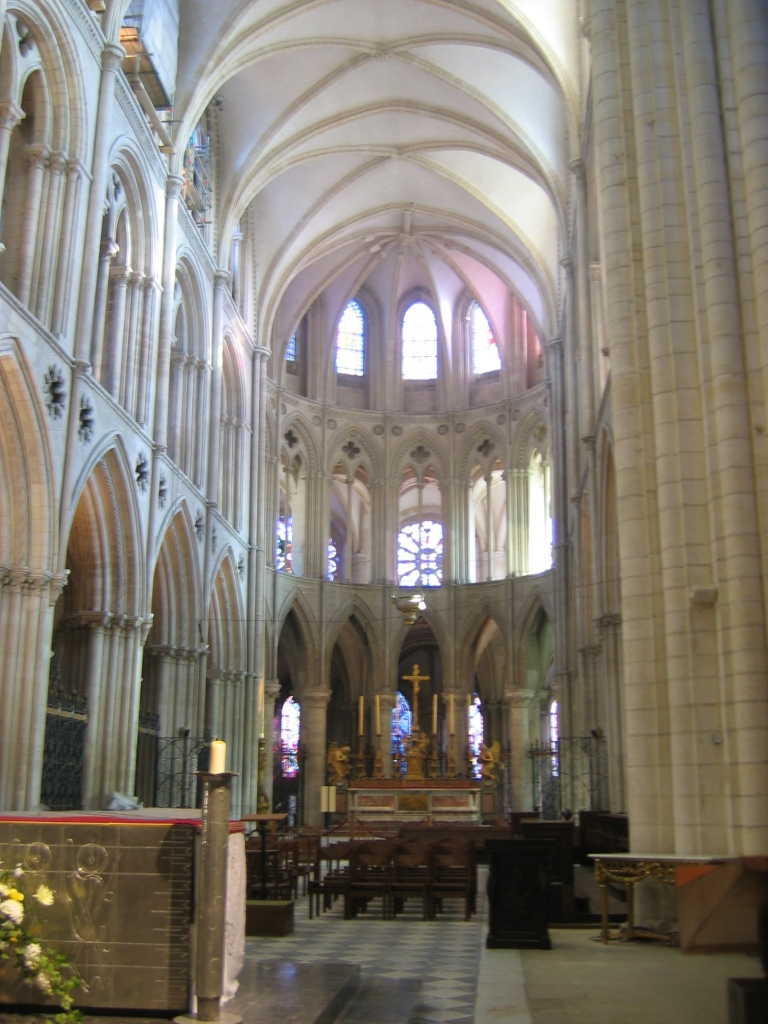
Saint-Étienne de Caen (controversia del más o menos o de 1316 a 1344).

Las diferencias se relacionan con detalles de ejecución, como la construcción de capillas laterales entre los contrafuertes de la nave o los pilares en forma de diamante con nervaduras que continúan las de la nave, los arbotantes dobles y de doble vuelo (Saint-Ouen) o incluso el arco de cinco puntos encontrado en el siglo XVI en la piscina de la abadía de Saint-Wandrille. Lo que caracteriza especialmente a la escuela de Normandía en todas las épocas del gótico, son los campanarios, destacables por la altura de las flechas y los clochetones; las flechas más bellas son las de Saint-Étienne de Caen, de Notre-Dame de Coutances, de Bayeux, de Secqueville-en-Bessin, de Saint-Pierre-sur-Dives, de Langrune, de Bernières y de Saint-Pierre de Caen.
Todas estas grandes iglesias tienen un característica común: desde el crucero del transepto se levanta casi siempre un cimborrio (tour-lanterne) muy perforado y a menudo ricamente ornamentado. Si bien esas torres estaban muy extendidas en Europa desde la época románica, es realmente con el gótico normando y anglonormando cuando tomaron una mayor escala y donde su presencia fue la más regular. Casi siempre diseñados para ser la torre más alta de la iglesia, en la mayoría de los casos superaron a las dos torres de la fachada armónica occidental, aunque el estado de terminación de algunos edificios no siempre ha permitido alcanzar ese objetivo (a menudo falta la parte de la cubierta). Se encuentran en el siglo XIII, en muchas iglesias normandas como Saint-Martin de Langrune-sur-Meret, Saint-Ouen de Rots, Nuestra Señora de Etretat y Nuestra Señora de las Labores de Norrey-en-Bessin, y en muchas abadías, incluidas la de la Trinité de Fécamp y la de Saint-Pierre-sur-Dives, y en casi todas las catedrales de la provincia, incluidas las catedrales de Lisieux, de Coutances, de Notre-Dame de Ruan o de Évreux. La catedral de Notre-Dame de Sées no tiene ninguno, pero fue originalmente planeado. A veces, esa torre central es una torre campanario, no abierta sobre el crucero. 
Esta arquitectura ha influido mucho en el arte gótico de Inglaterra, donde la presencia de una torre central es la regla. También se encuentran en España, en la catedral de Burgos, en Suiza, en la catedral de Lausana o en el gótico escaldino de Flandes. En Francia, Picardía y Artois parecen ser las regiones más permeables a la influencia normanda, en particular por la adopción de la cabecera plana y del cimborrio en Notre-Dame de Laon, mientras que las catedrales ahora desaparecidas de Cambrai o de Arras (no terminada) estaban ornadas con una torre central en la intersección de sus cruceros.

Cimborrios góticos normandos
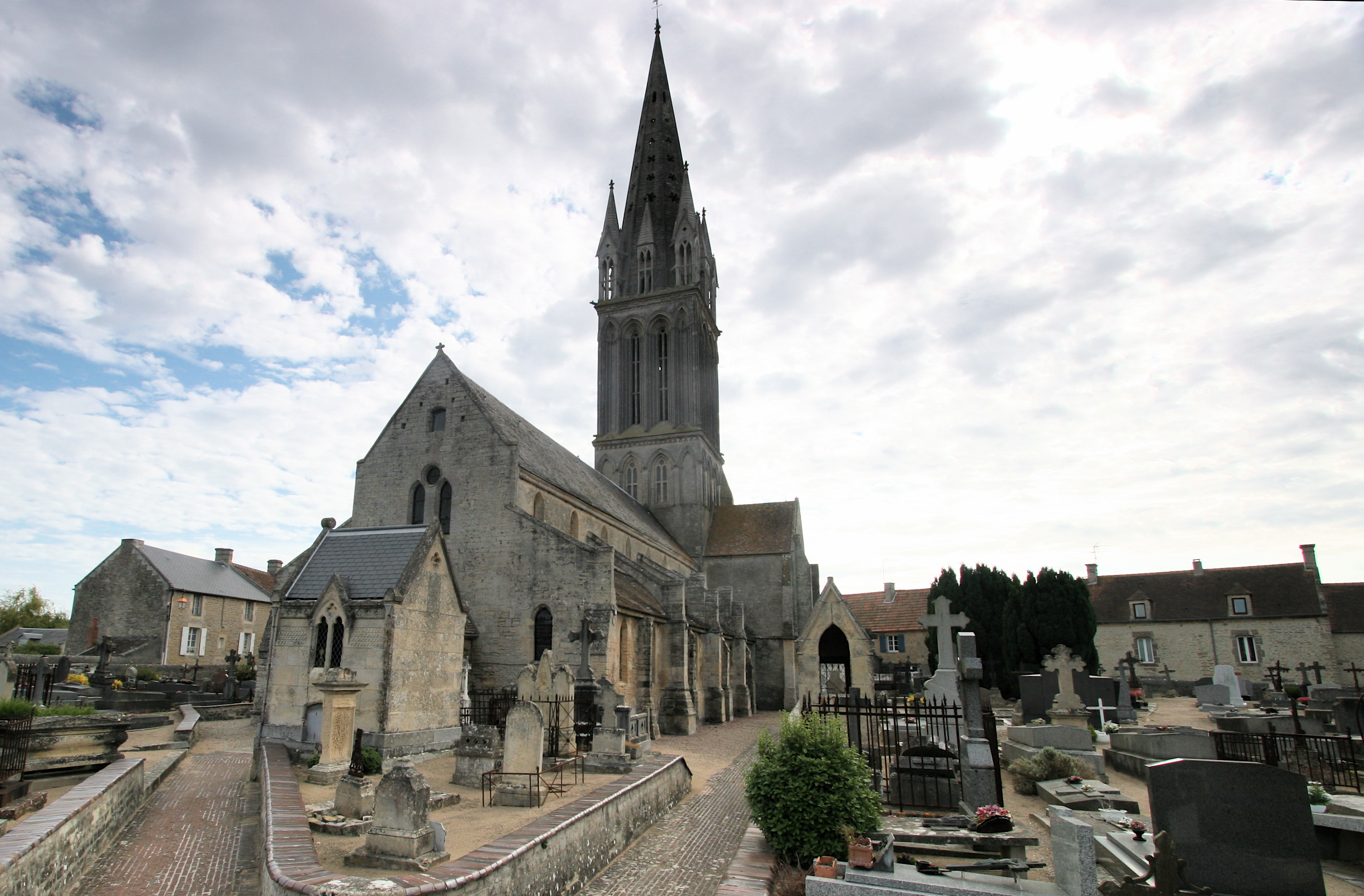
Iglesia de San Martín de Langrune-sur-Mer
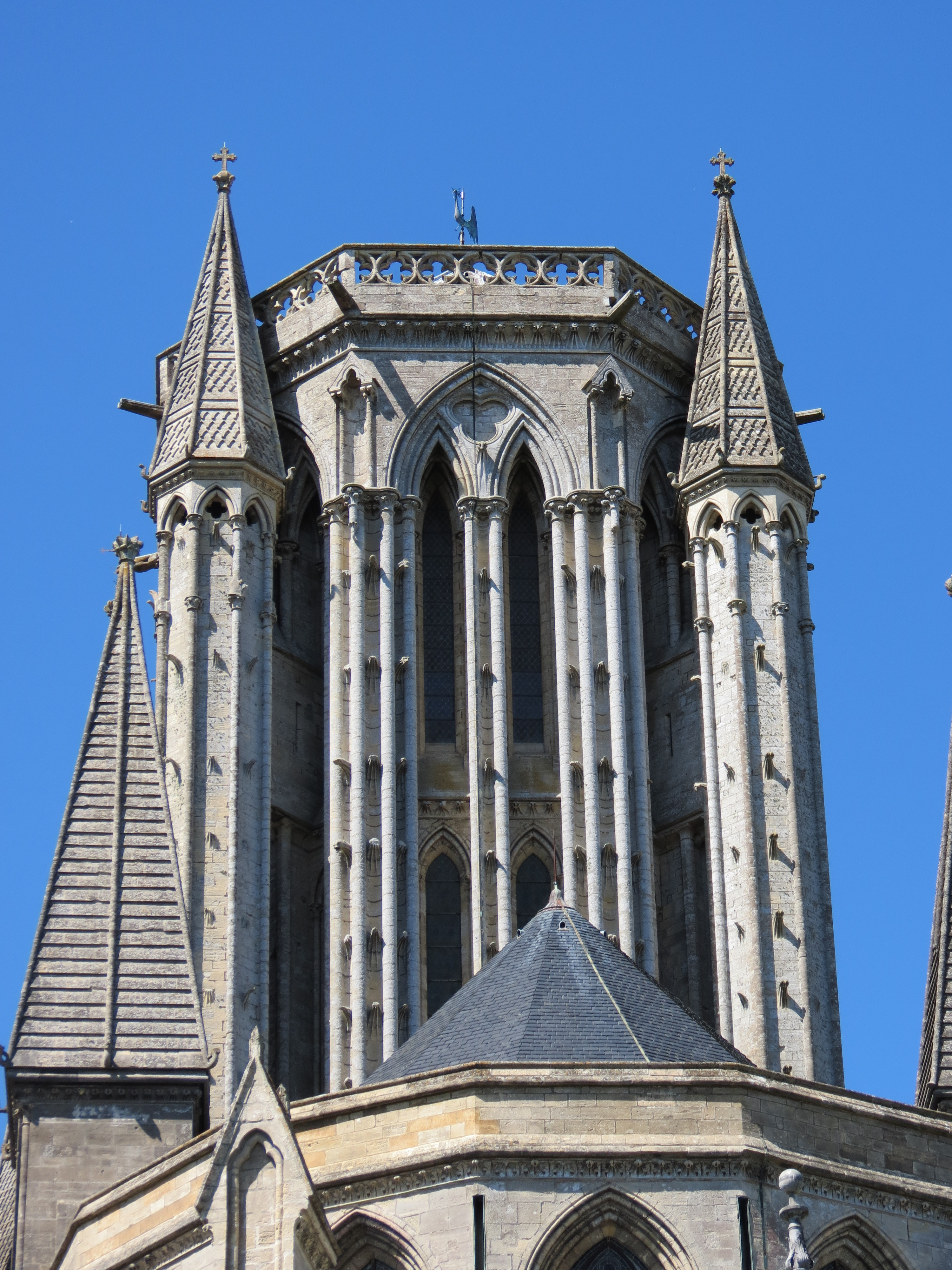
Cimborrio de la catedral de Coutances
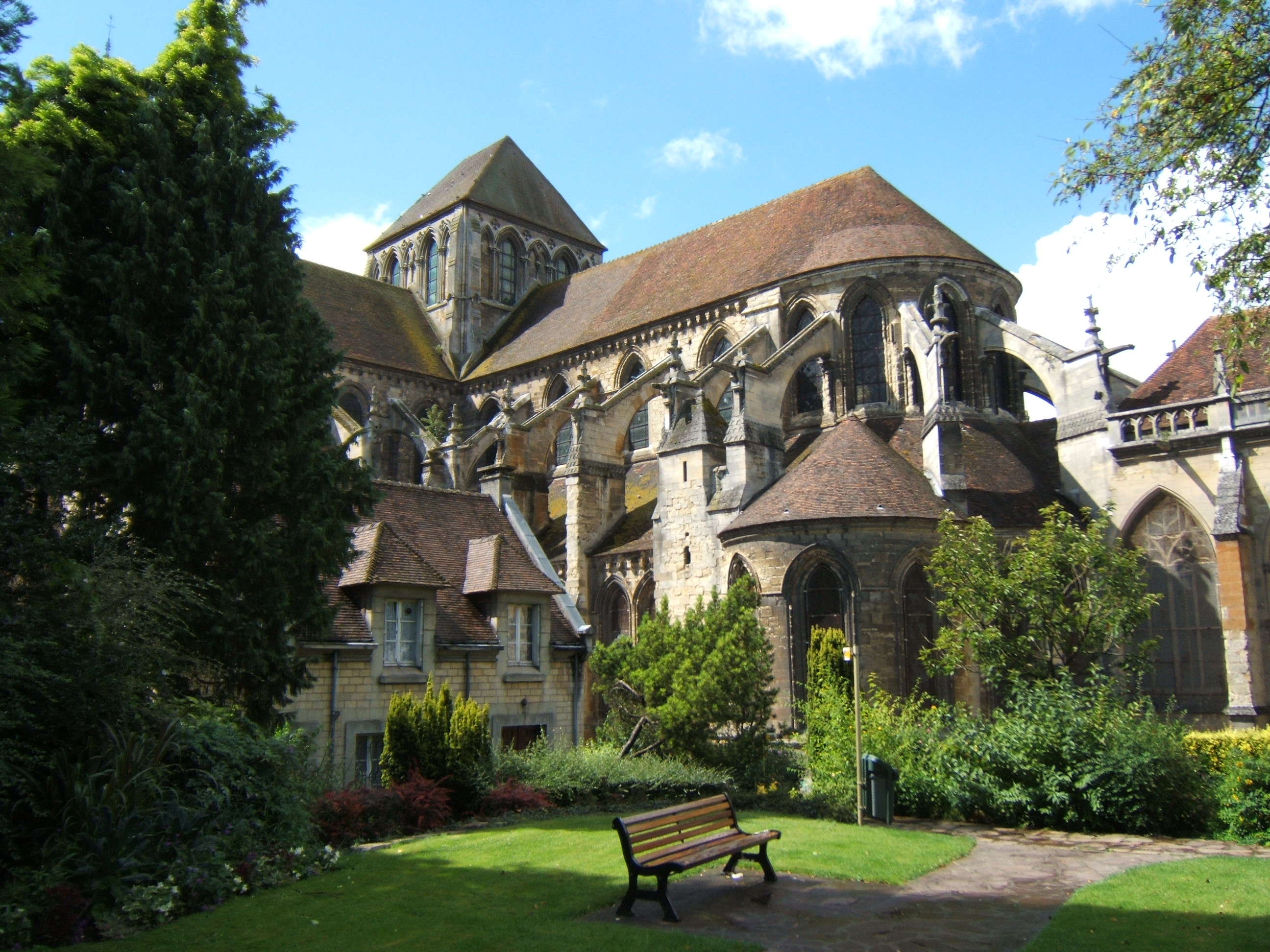
Catedral de Lisieux (1170-1230)
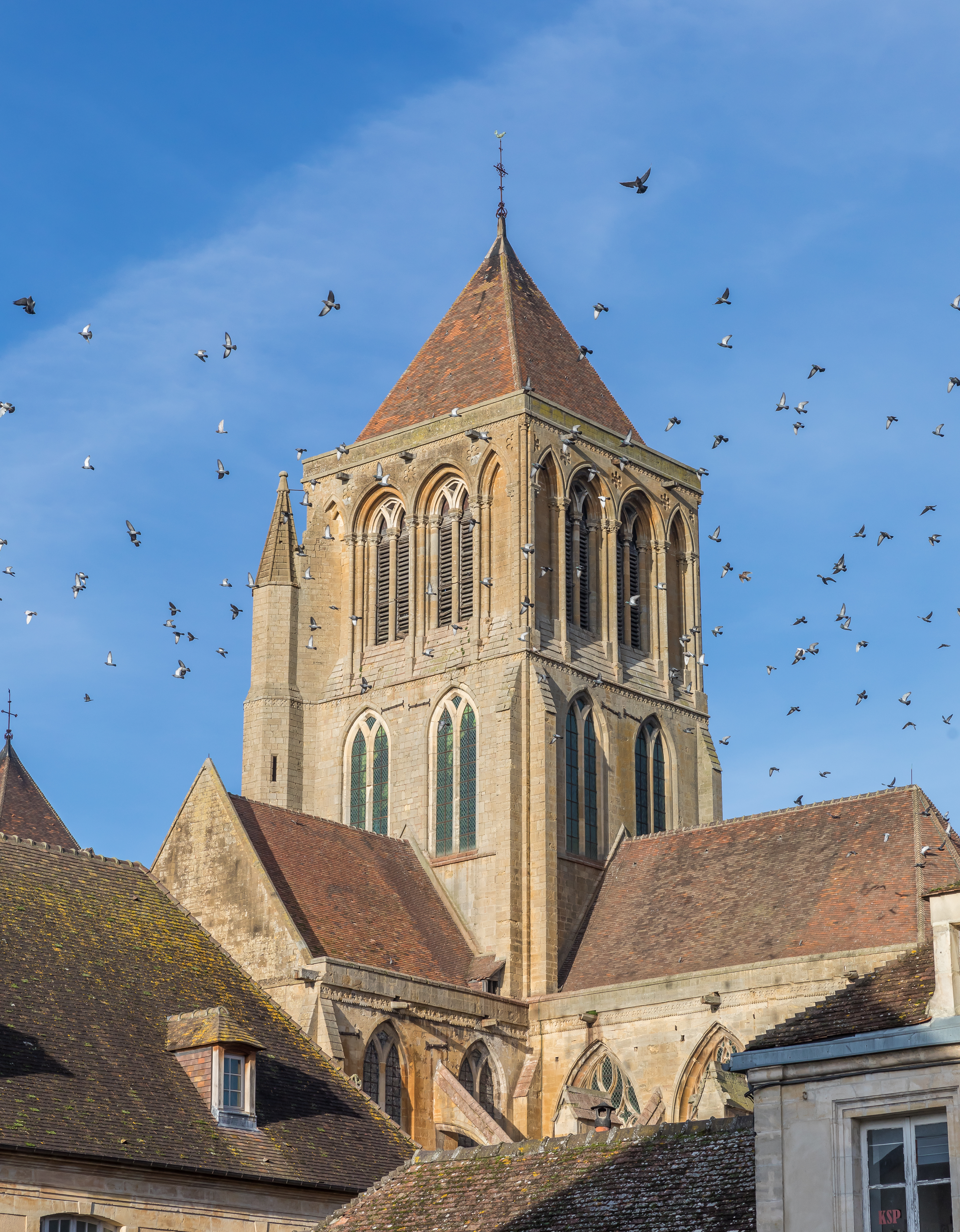
Abadía de Saint-Pierre-sur-Dives
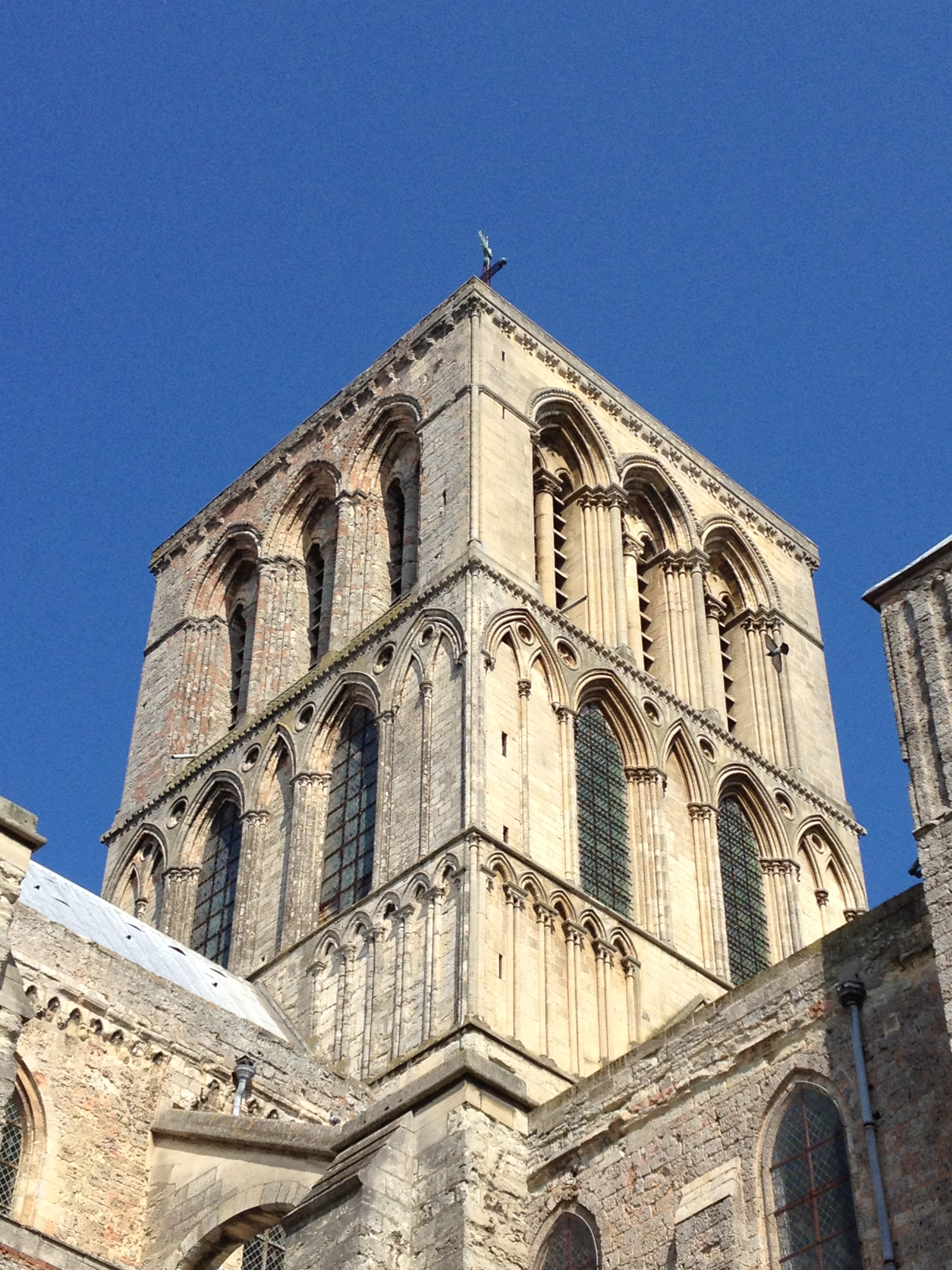
Abadía de la Trinidad de Fécamp
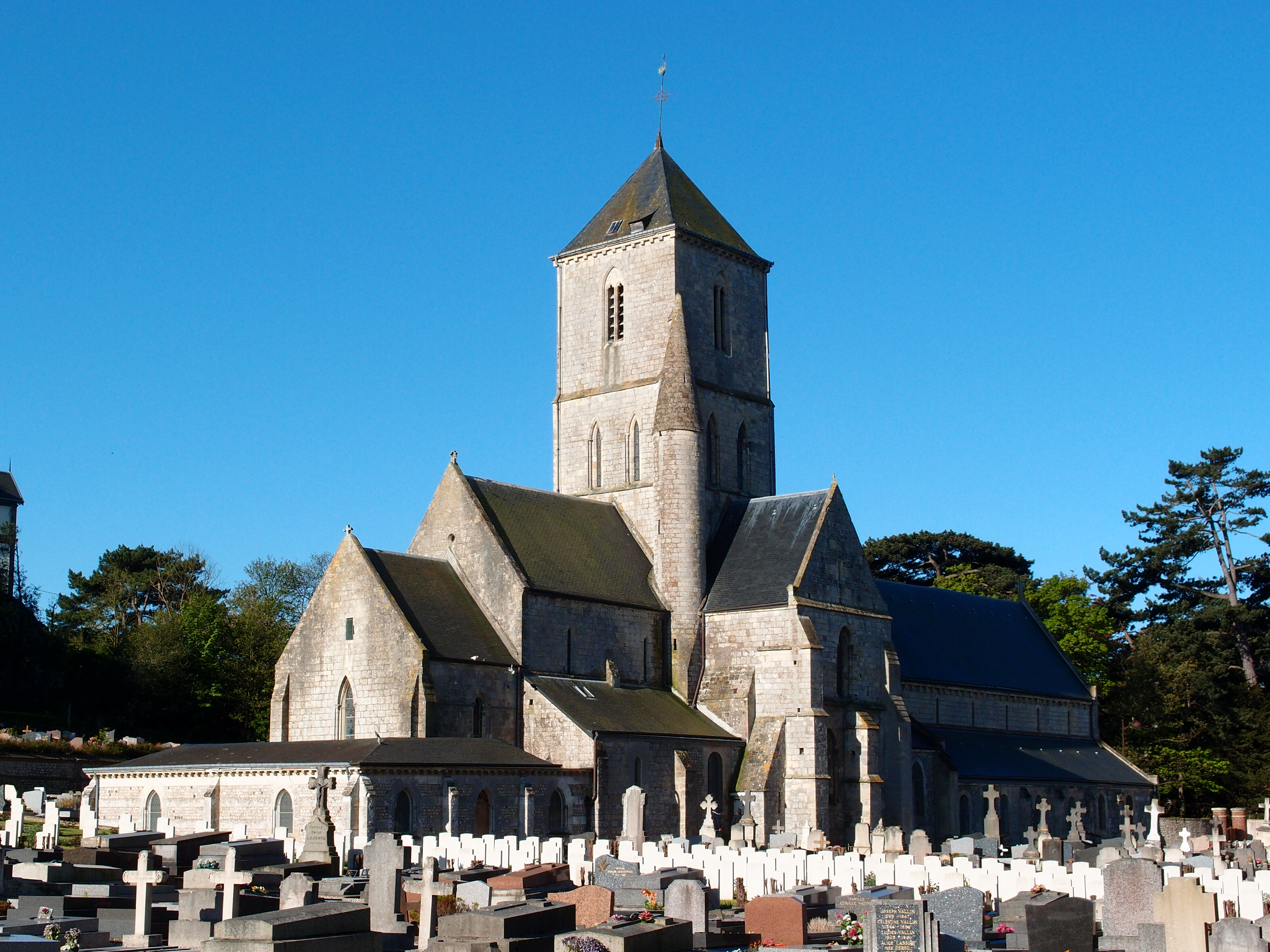
Iglesia Notre-Dame de Étretat

Interiores de los cimborrios góticos normandos
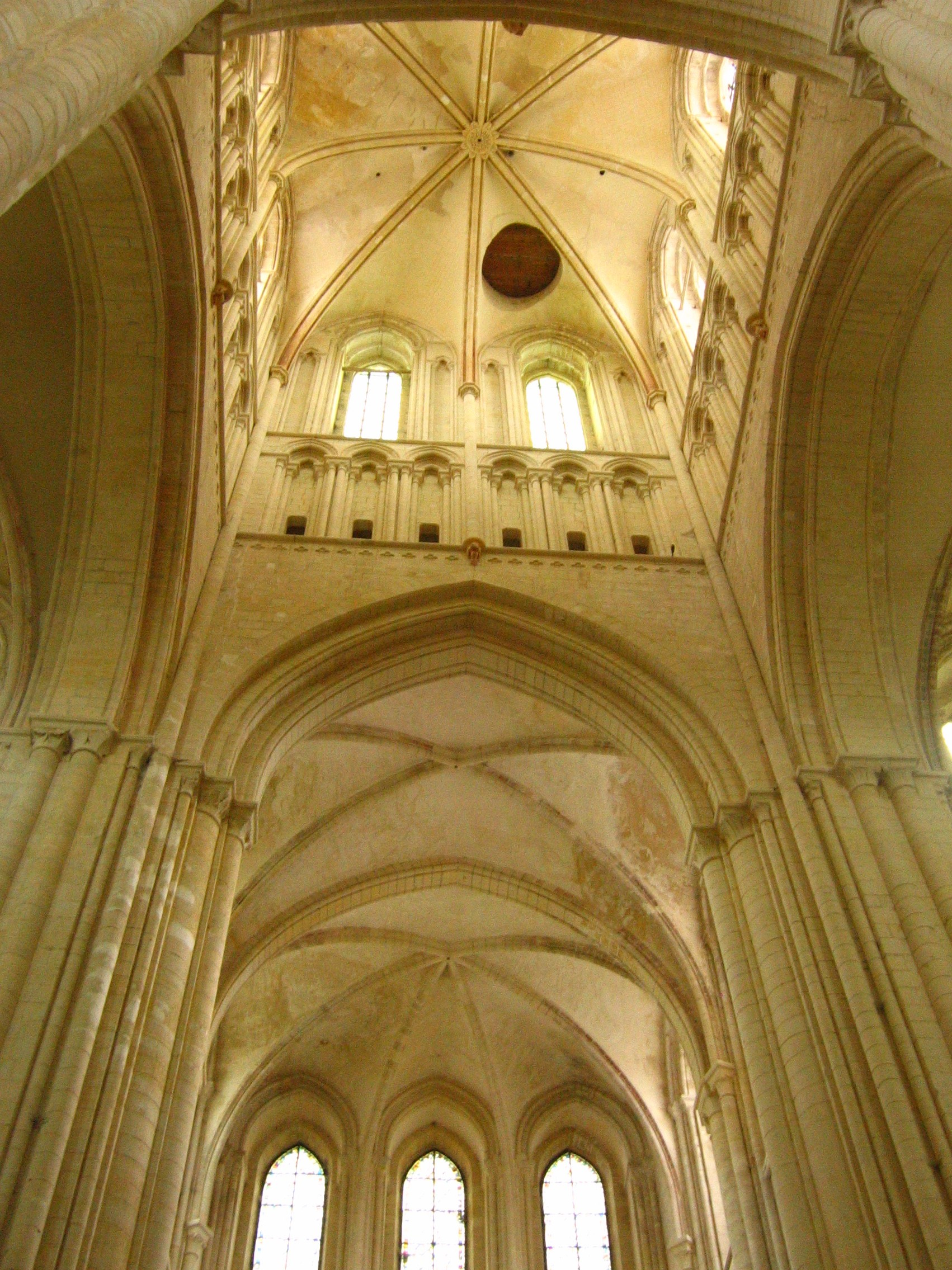
Cimborrio de la abacial de Fécamp (65 m)
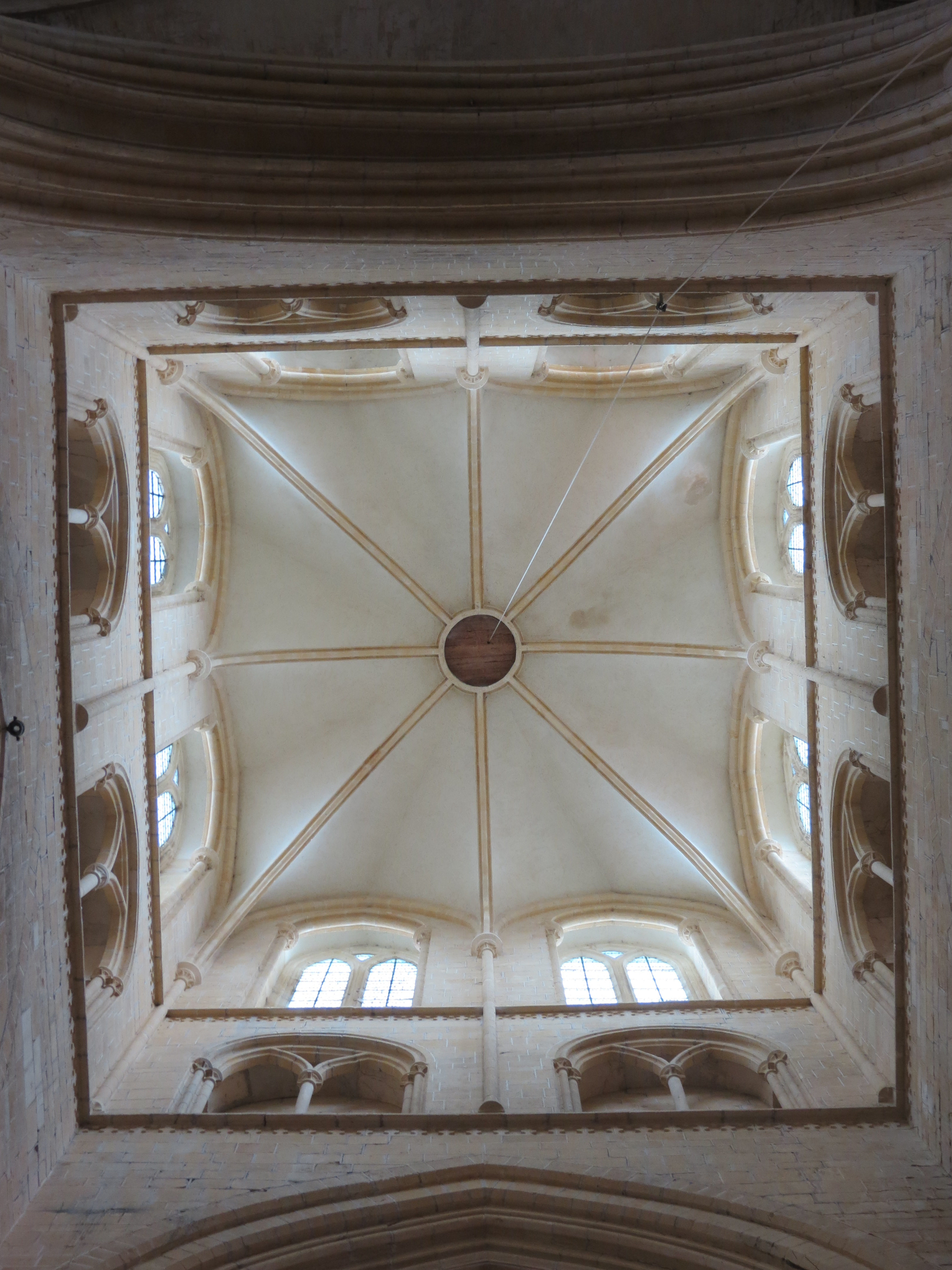
Abadía de Saint-Pierre-sur-Dives
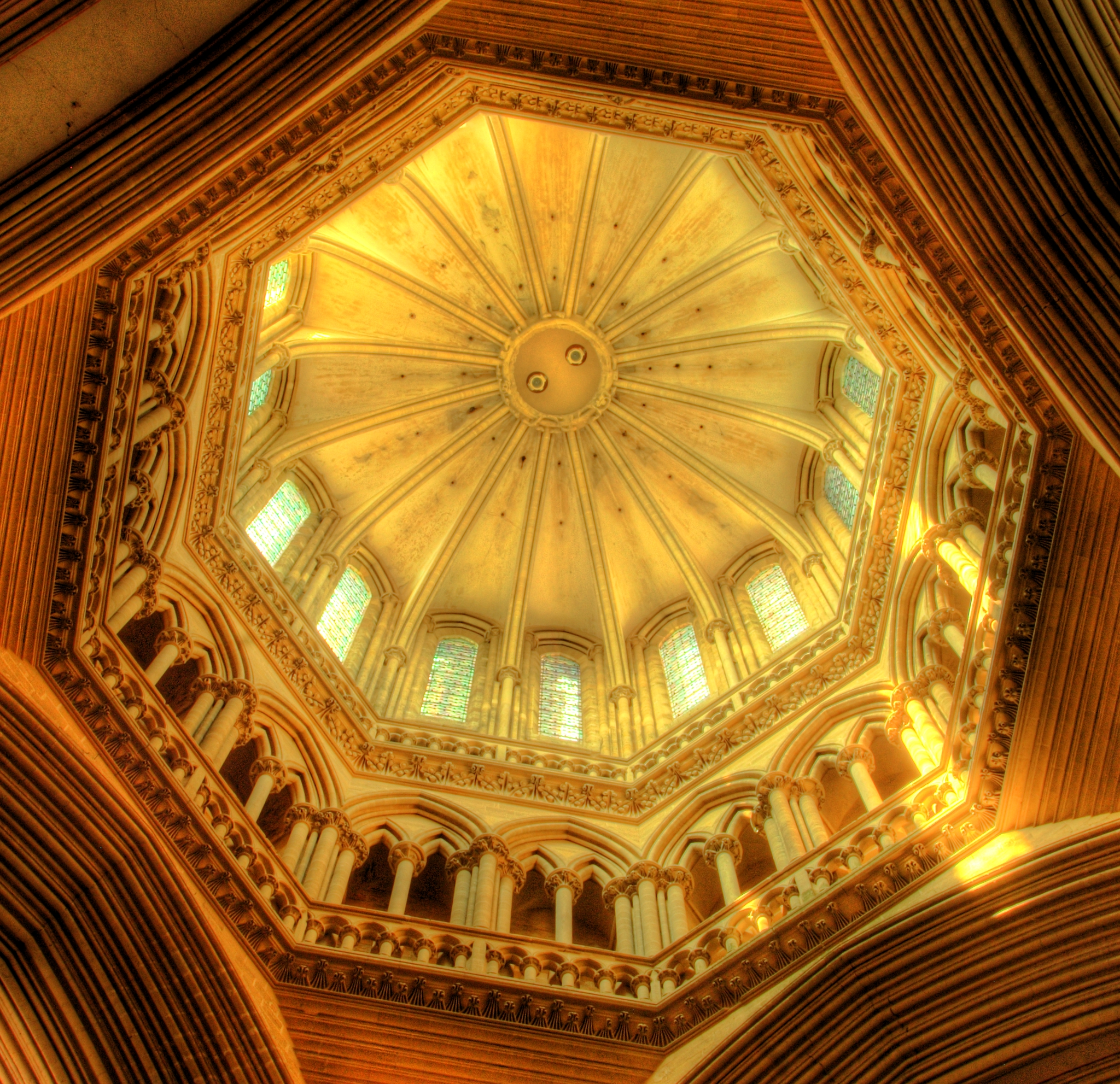
Cimborrio de la catedral de Coutances (1180-1270)
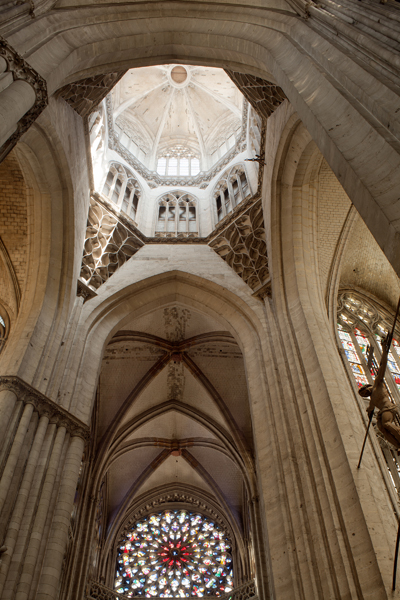
Cimborrio de la catedral de Évreux (siglo XIII)
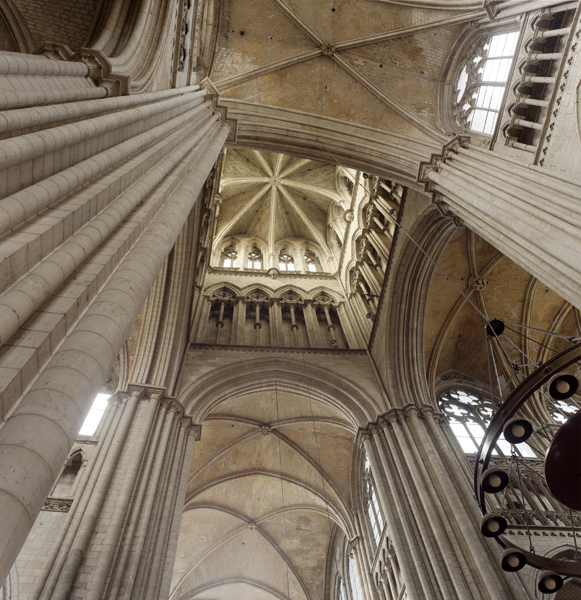
Cimborrio de la catedral de Ruan (siglo XIII)

## El gótico francés (1250-1350)
- Gótico radiante

## El tiempo de las crisis (1350-1450)
- Gótico flamígero

## Lista de edificios normandos de la Edad Media

### Iglesias y abadías

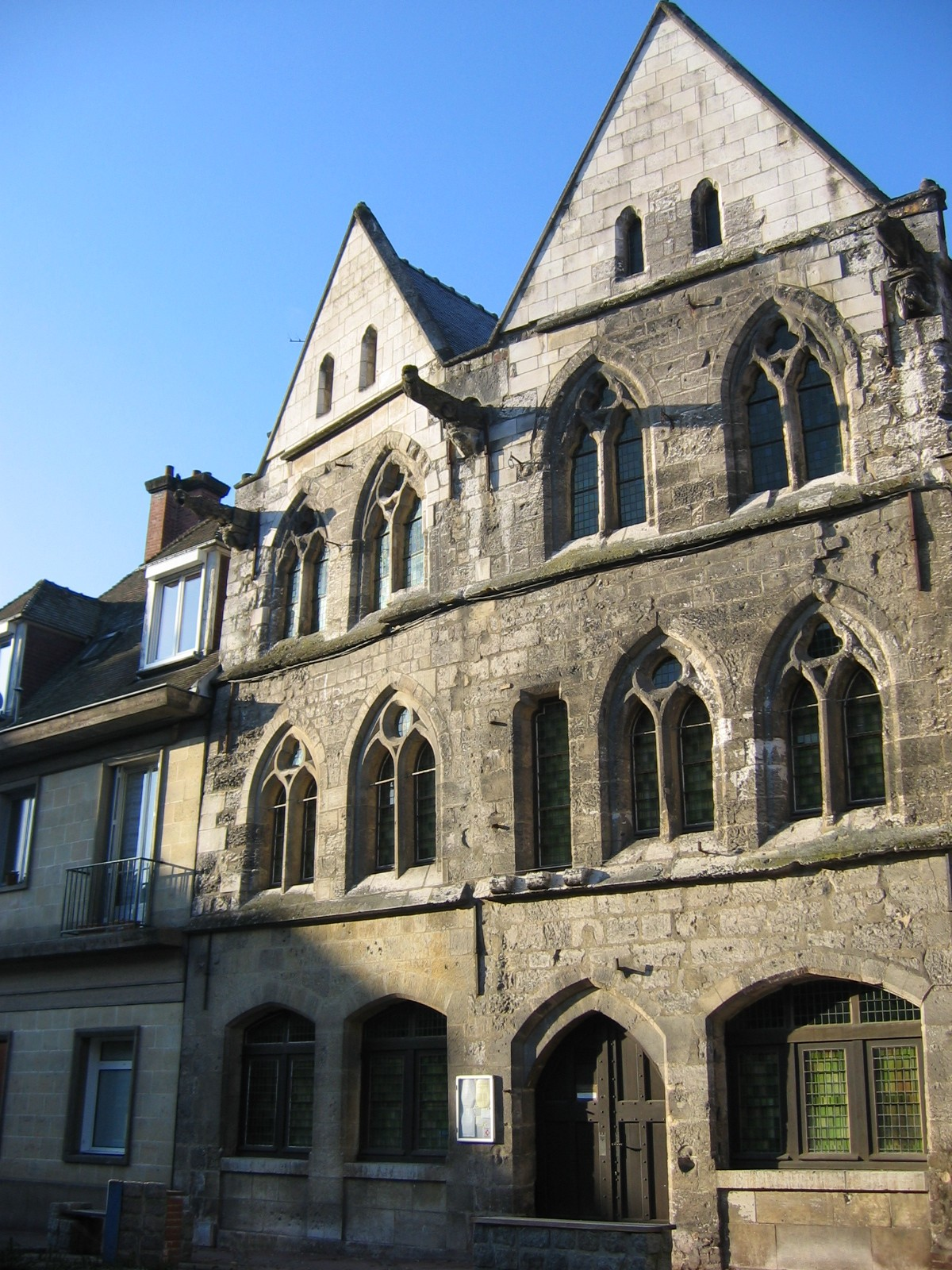
Casa de los Templarios, Caudebec-en-Caux

Casas de los Templarios, Caudebec-en-Caux, siglo XII y XIII
- siglo XI:

- Cripta de la catedral Notre-Dame de Bayeux
- Coro de la Colegiata Notre-Dame en Vernon

- siglo XII:

- Abadía de Saint-Georges-de-Boscherville en Saint-Martin-de-Boscherville

- siglo XIII:

- Catedral de Notre-Dame de Ruan, inicio de los trabajos en 1200
- Sala capitular de la abadía de Notre-Dame de Hambye
- Coro de las catedrales Notre-Dame de Évreux y Notre-Dame de Sées
- Iglesia y sala capitular de la abadía de Notre-Dame de Fontaine-Guérard

- siglo XIV:

- Coro de la iglesia abacial de Saint-Ouen de Rouen (1318-1339)
- Palacio ducal y sala de guardias de la abadía de los Hombres

### Edificios laicos
- siglo XIII:

- Manoir de Agnès Sorel, Le Mesnil-sous-Jumièges
- Manoir de los Templarios, Saint-Martin-de-Boscherville
- Commanderie de Sainte-Vaubourg, Val-de-la-Haye

- siglo XV:

- Château de Ételan
- Maison des Quatrans, Caen

## Galería de imágenes

abadía de los Hombres e iglesia abacial de Saint-Étienne, Caen
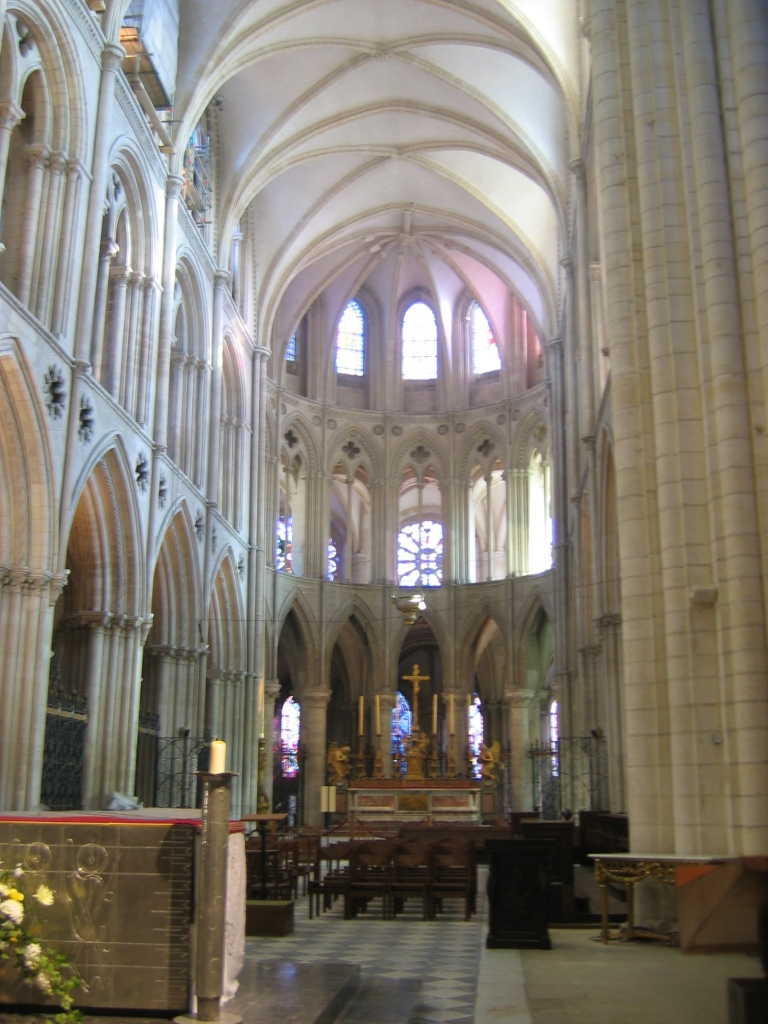
Saint Étienne, coro
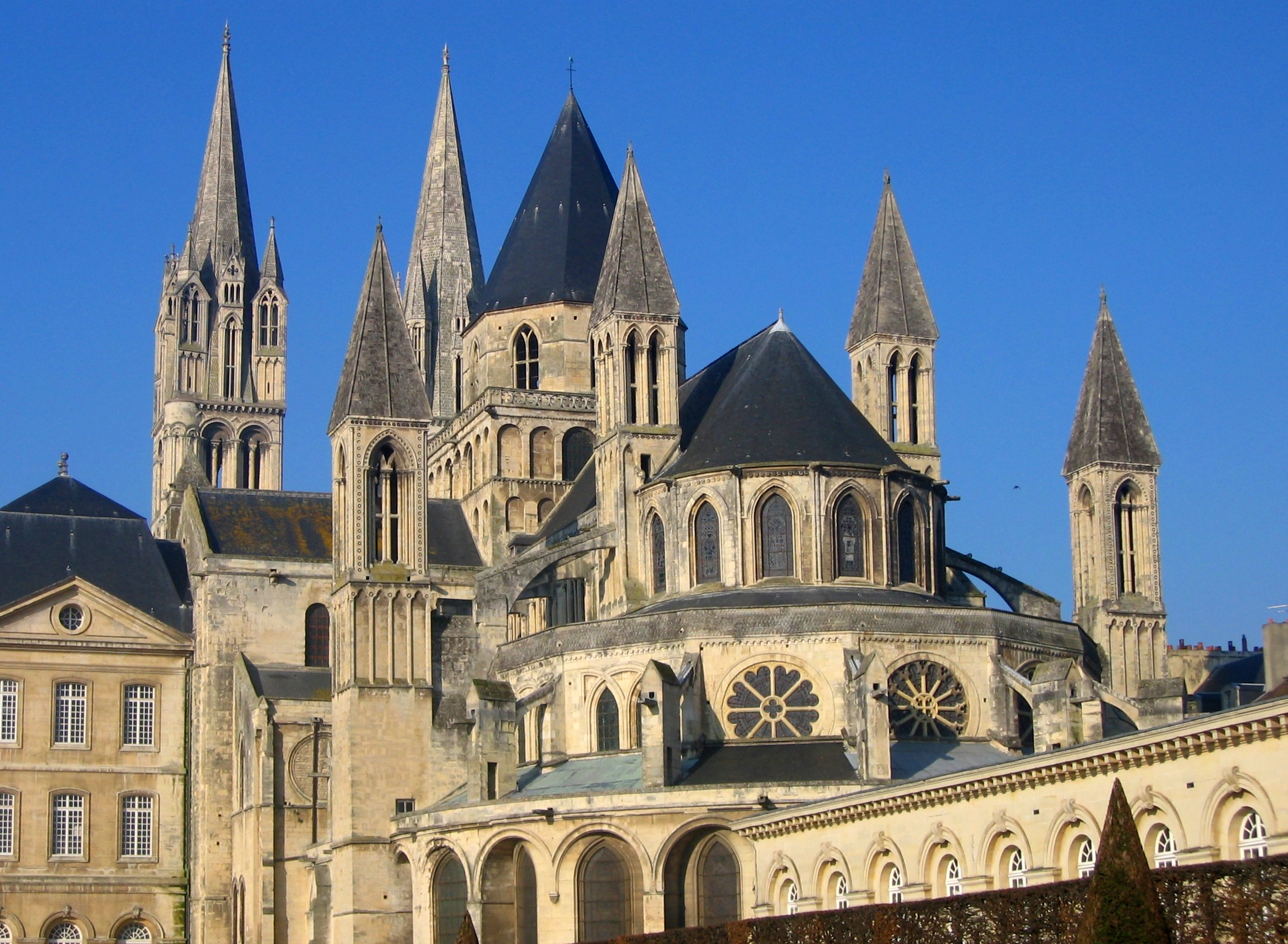
Saint Étienne, cabecera
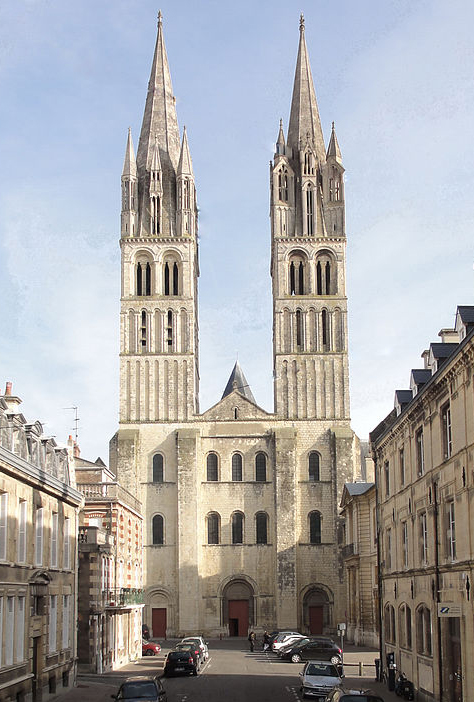
Saint Étienne, fachada
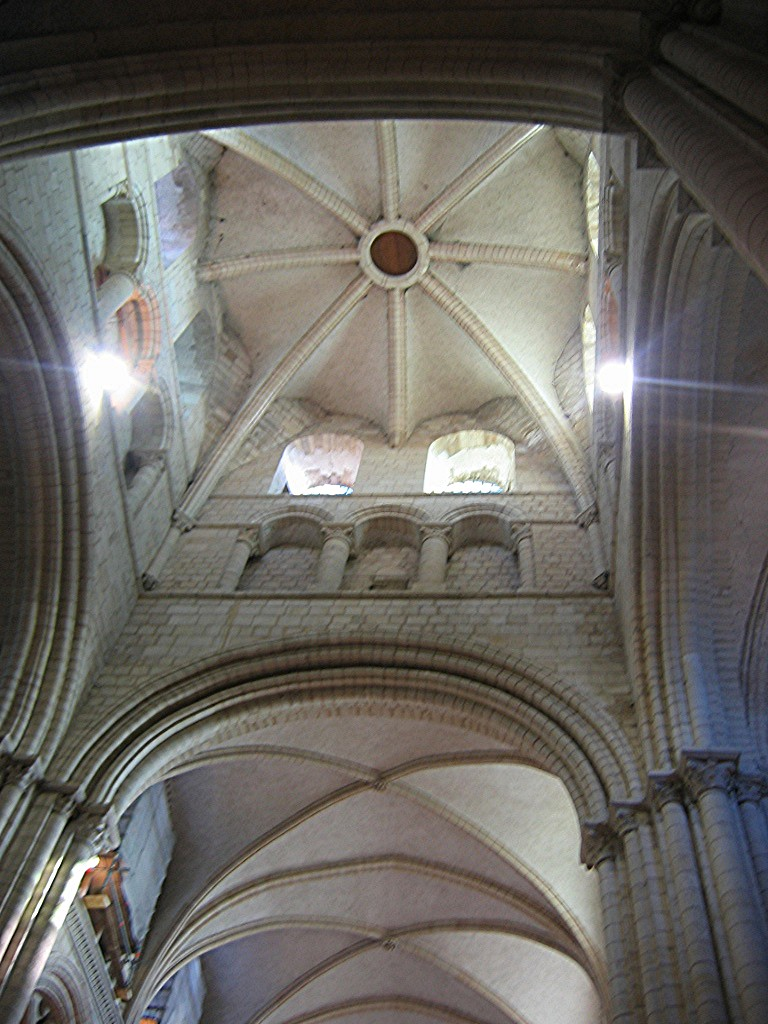
Saint Étienne, tiburio
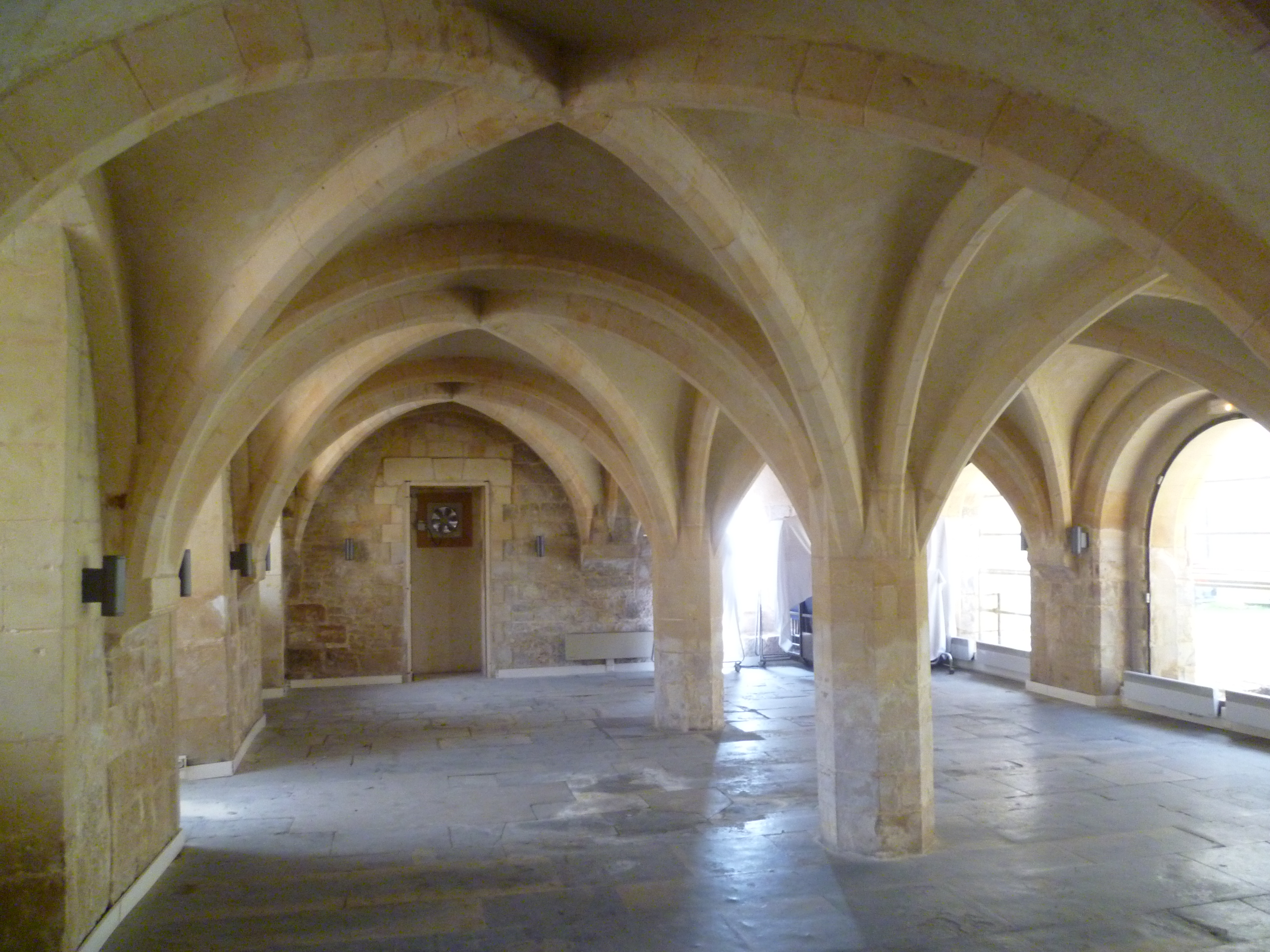
Sala gótica del palacio ducal de la abadía de los Hombres
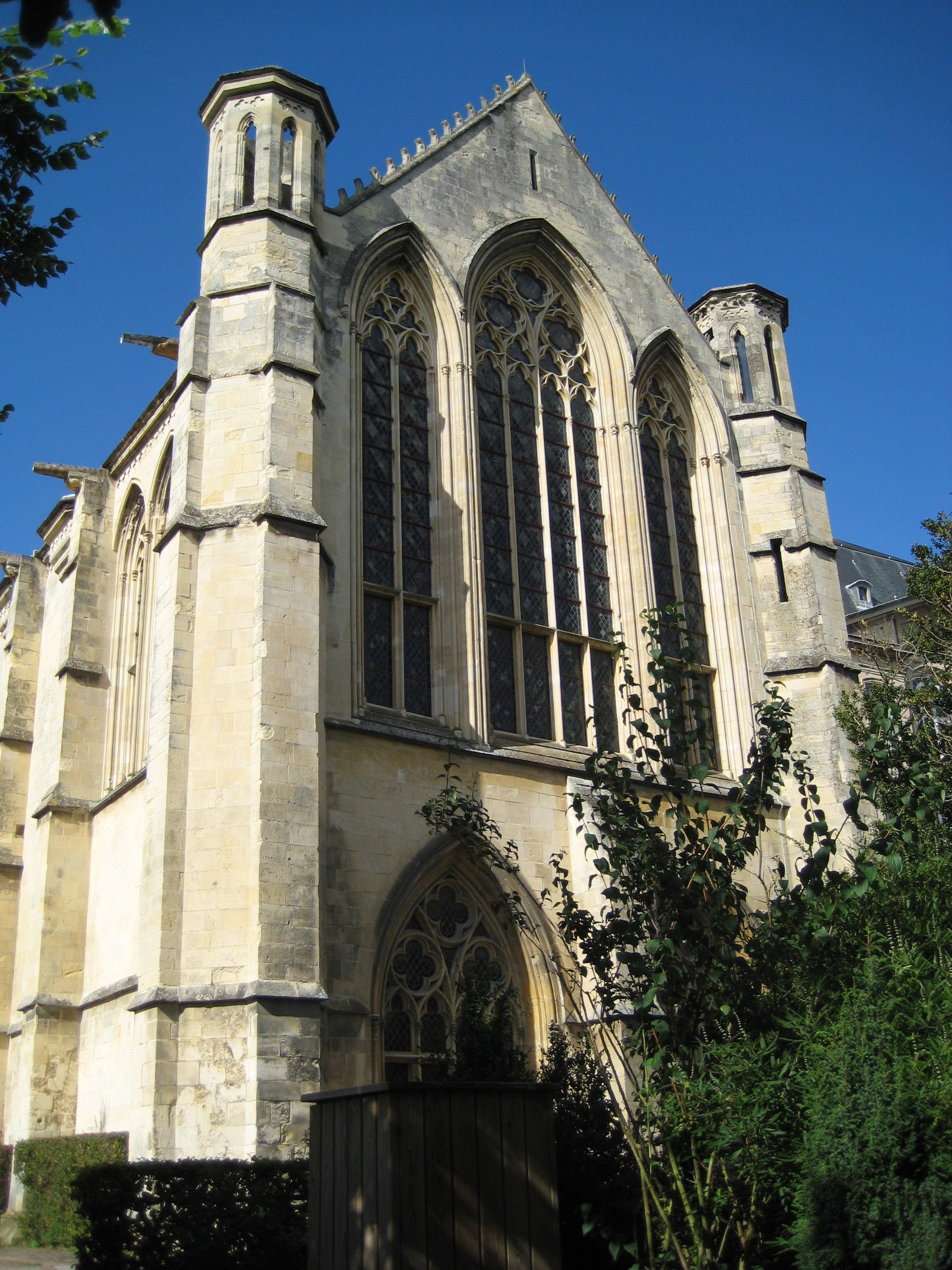
Sala de guardia de la abadía de los Hombres

Iglesia abacial de la Trinidad de Caen
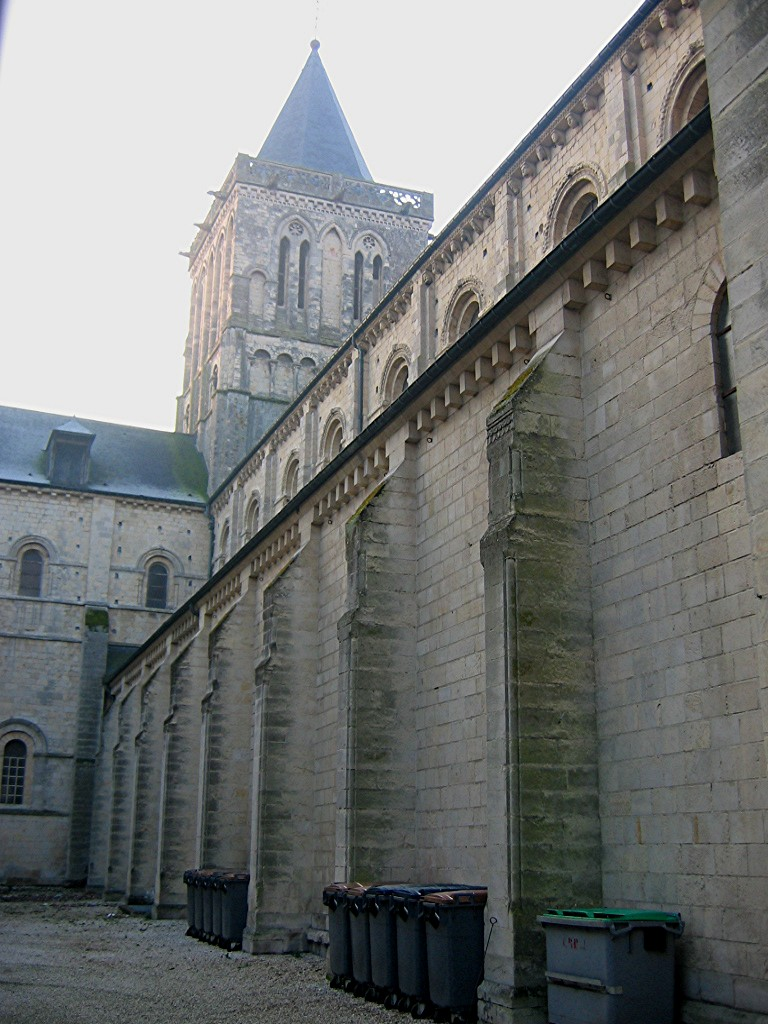
Iglesia abacial de la Trinité, Caen
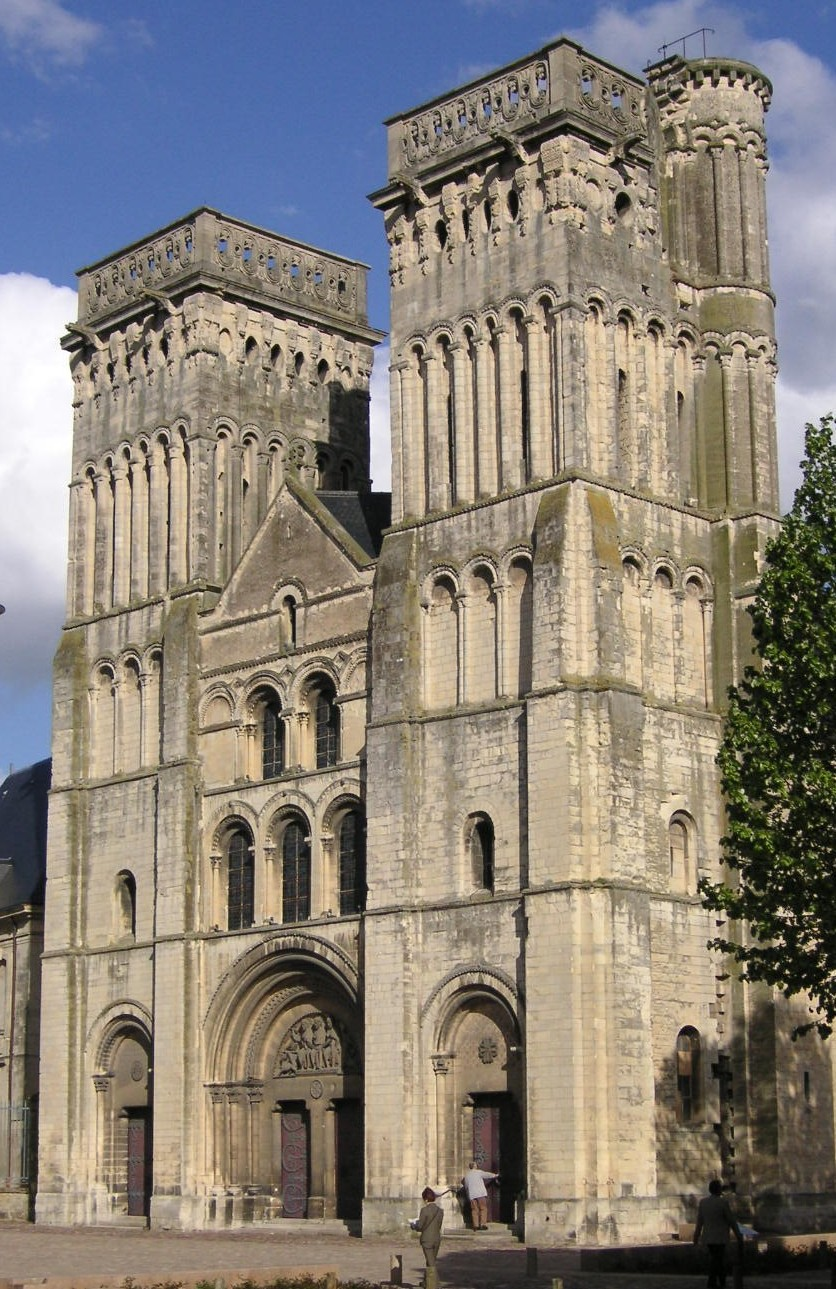
Iglesia abacial de la Trinité, fachada principal
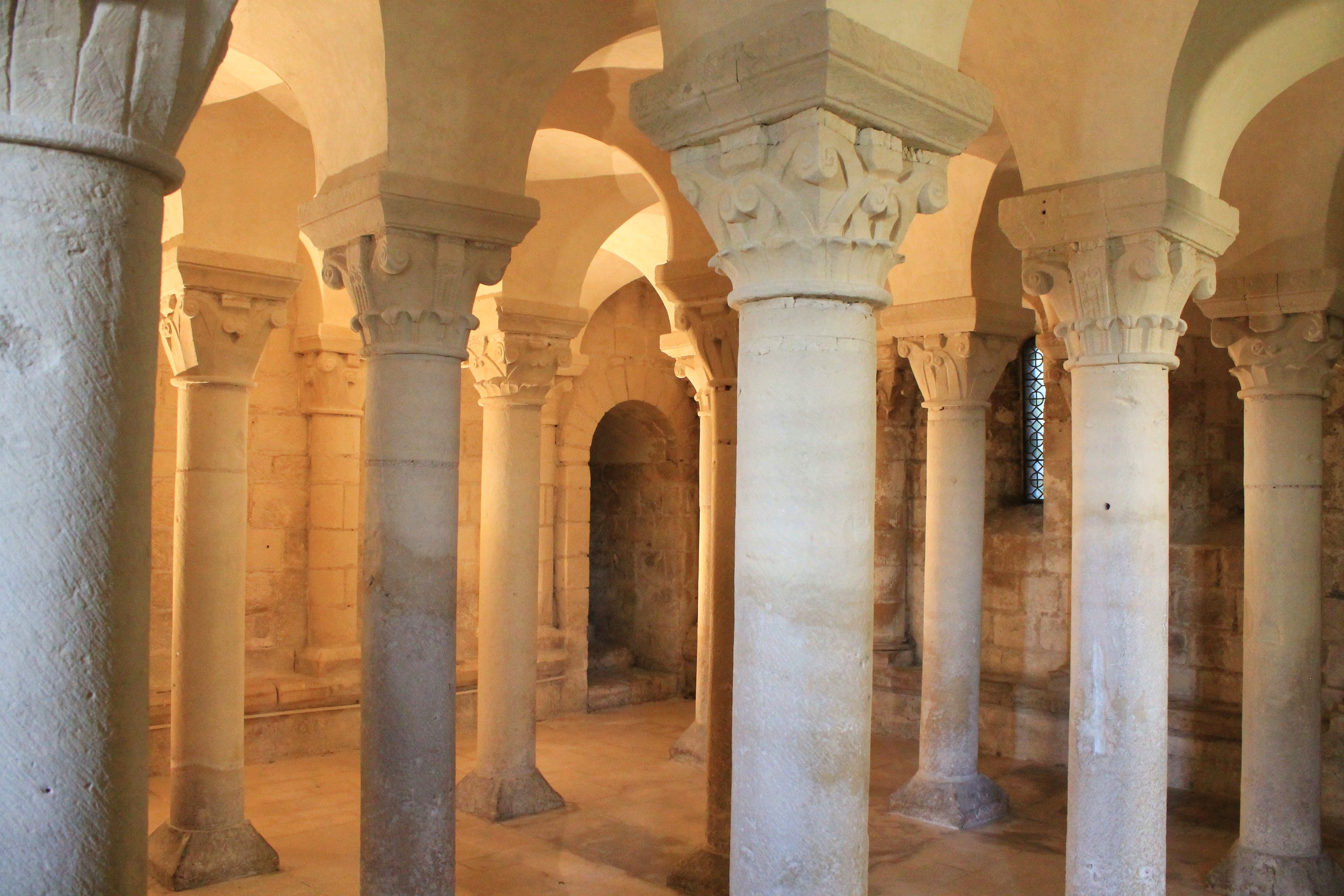
Iglesia abacial de la Trinité, cripta
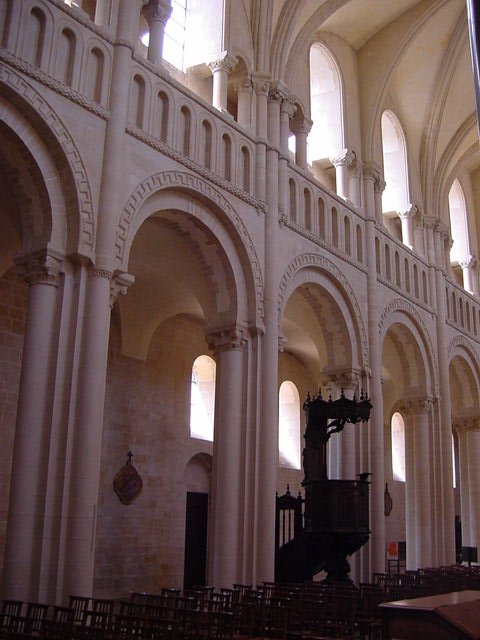
Iglesia abacial de la Trinité, nave

Castillo de Caen
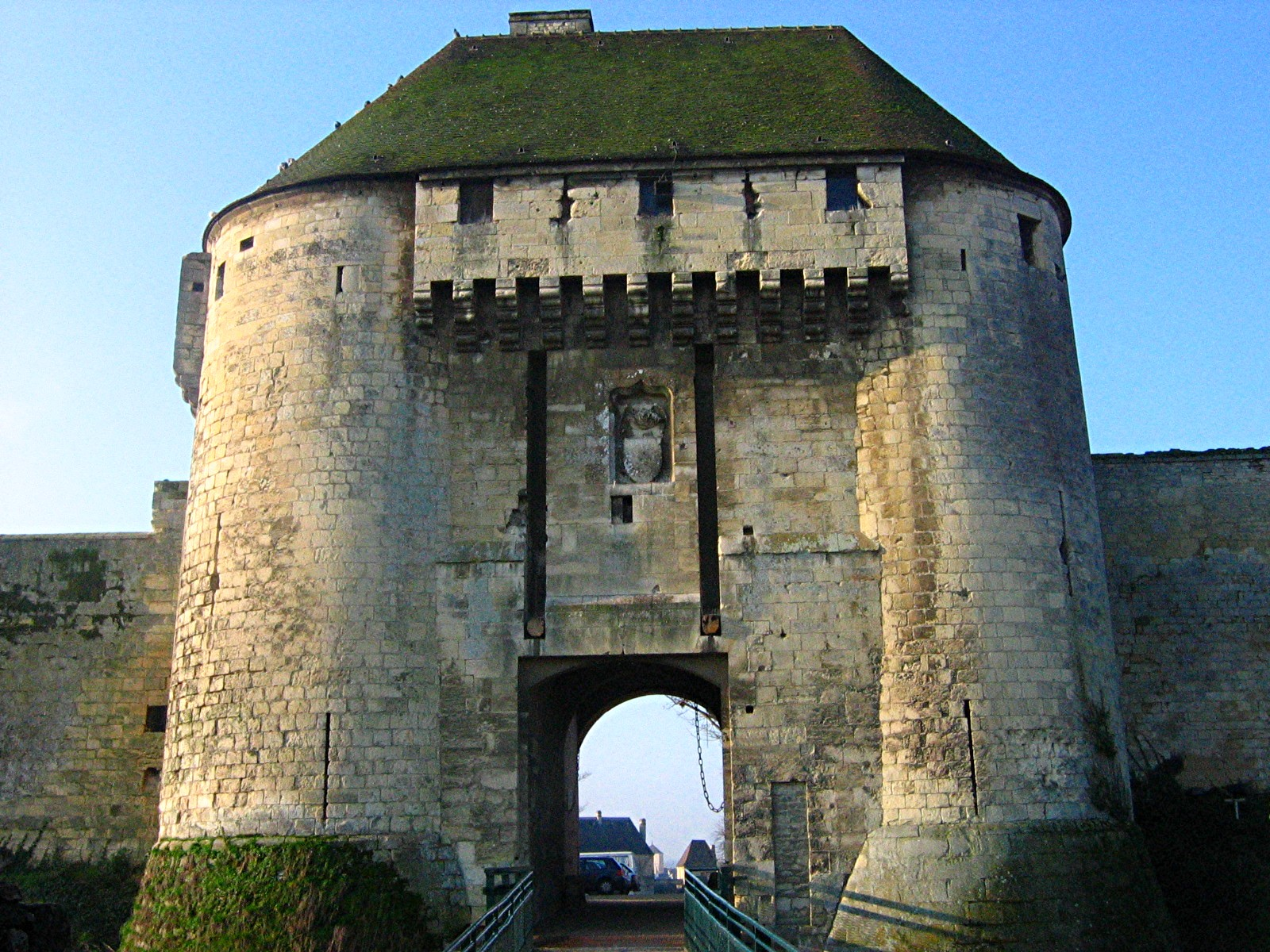
Puerta de los Campos
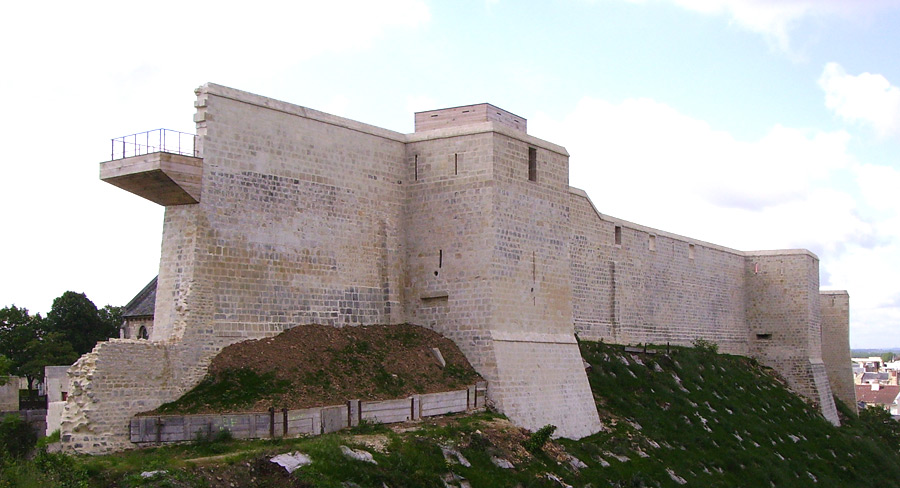
Cortina
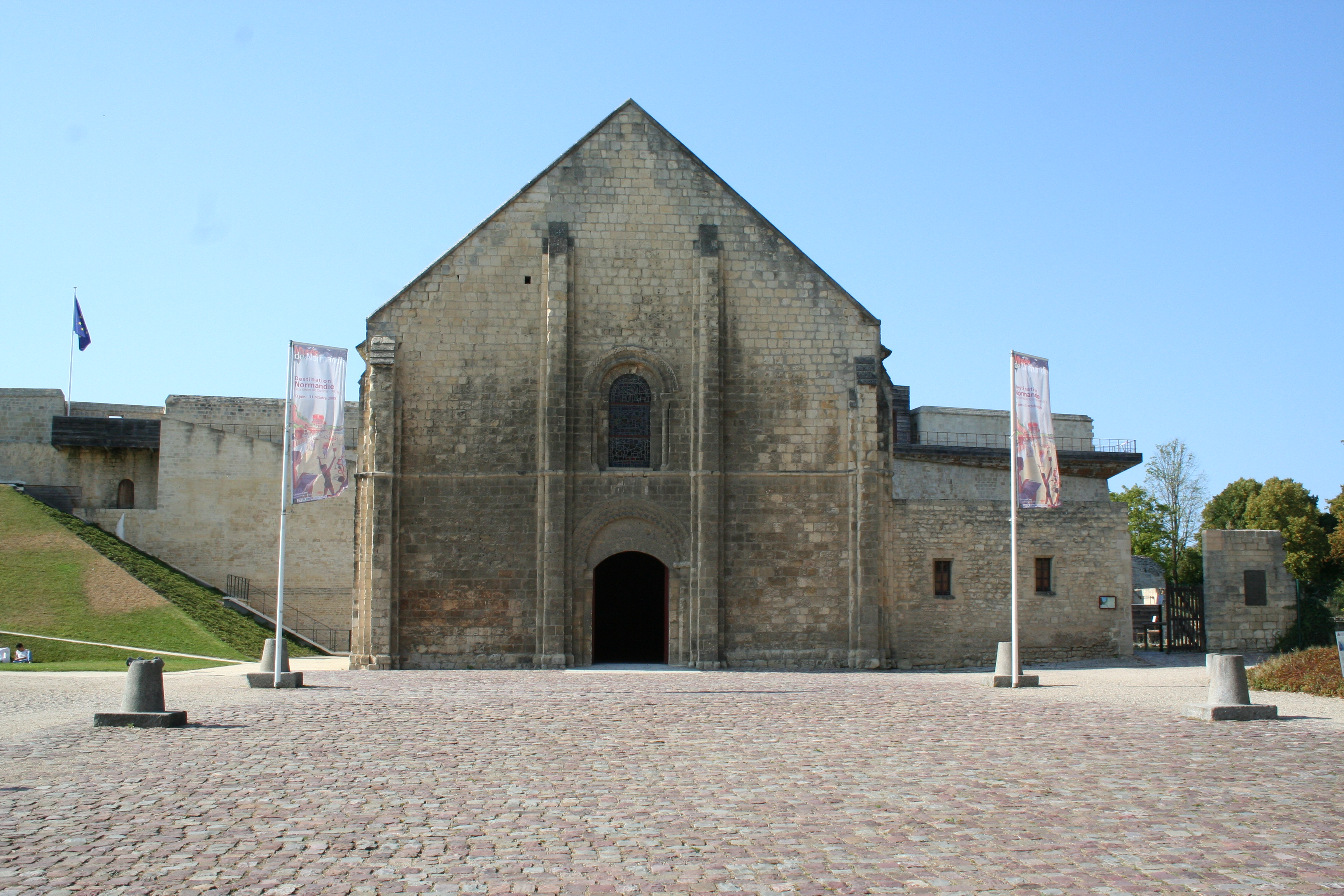
Sala del échiquier
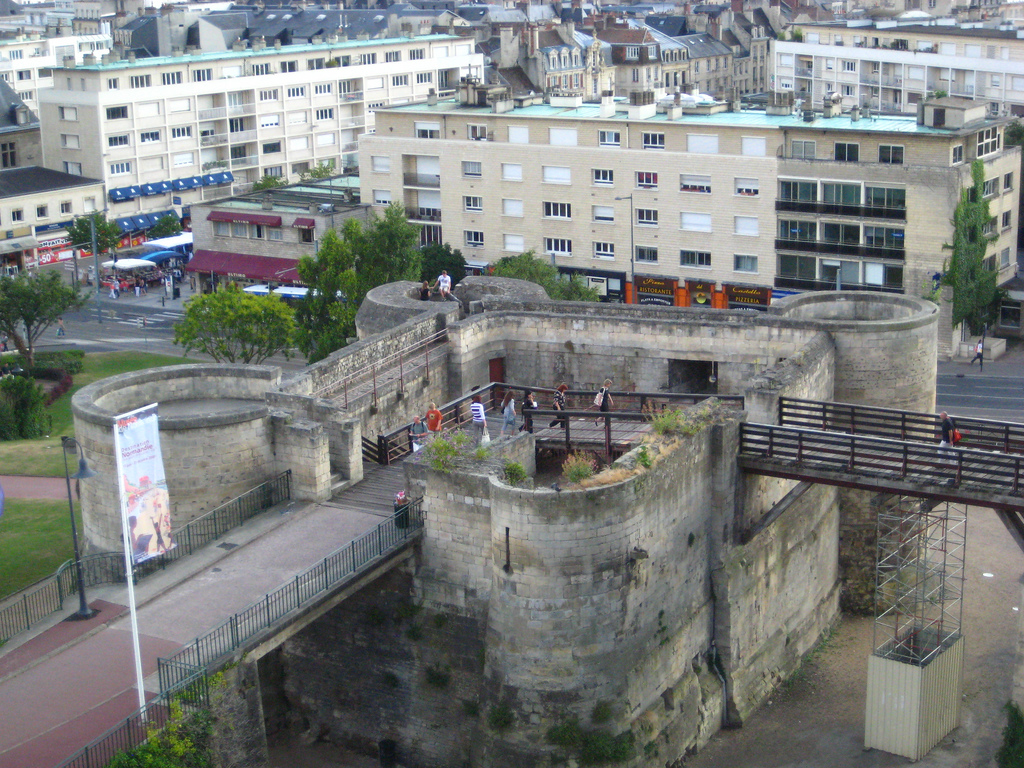
Barbacana de la puerta Saint-Pierre

Otras obras en Caen
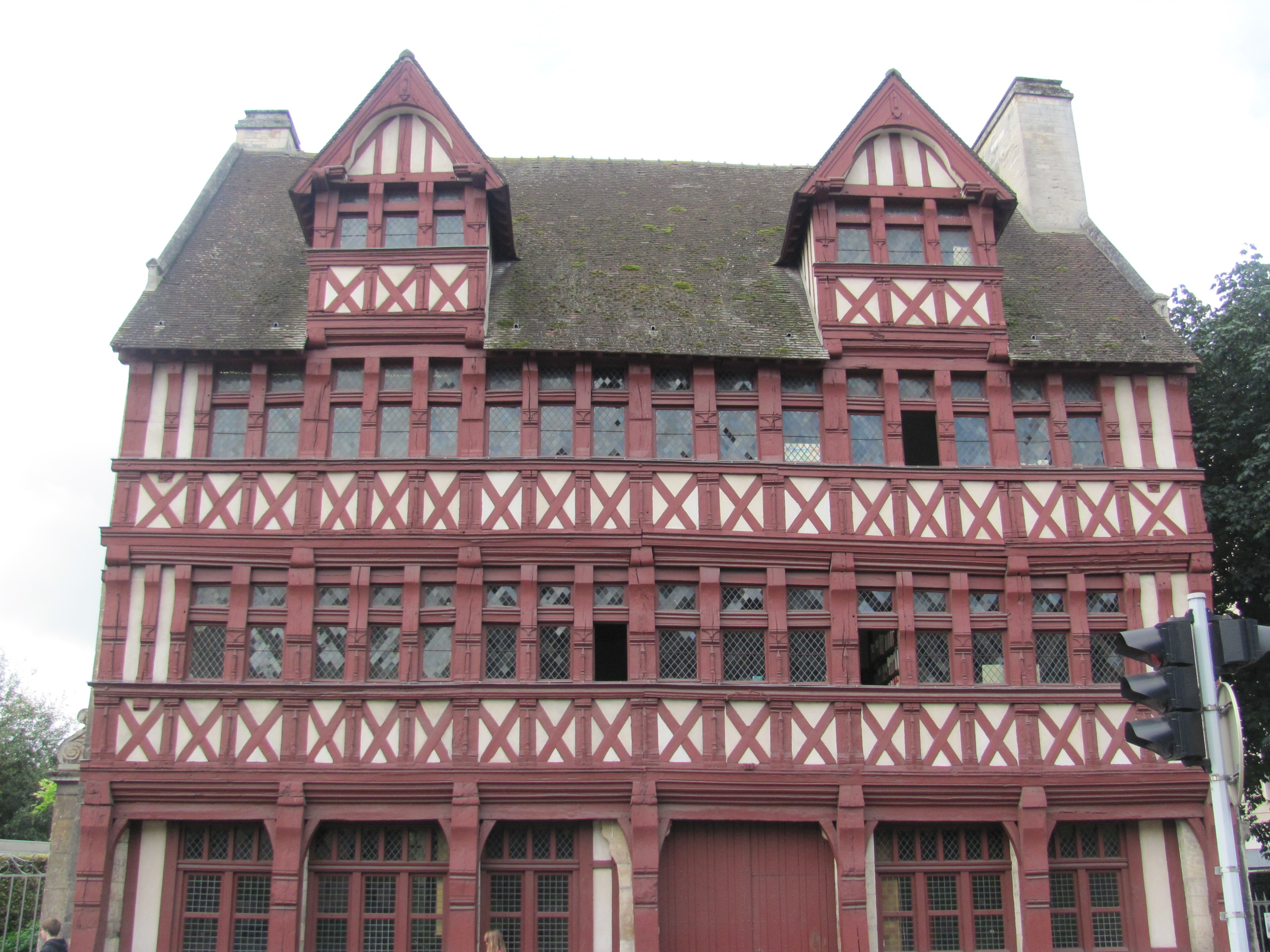
Casa de los Quatrans,  siglo XV
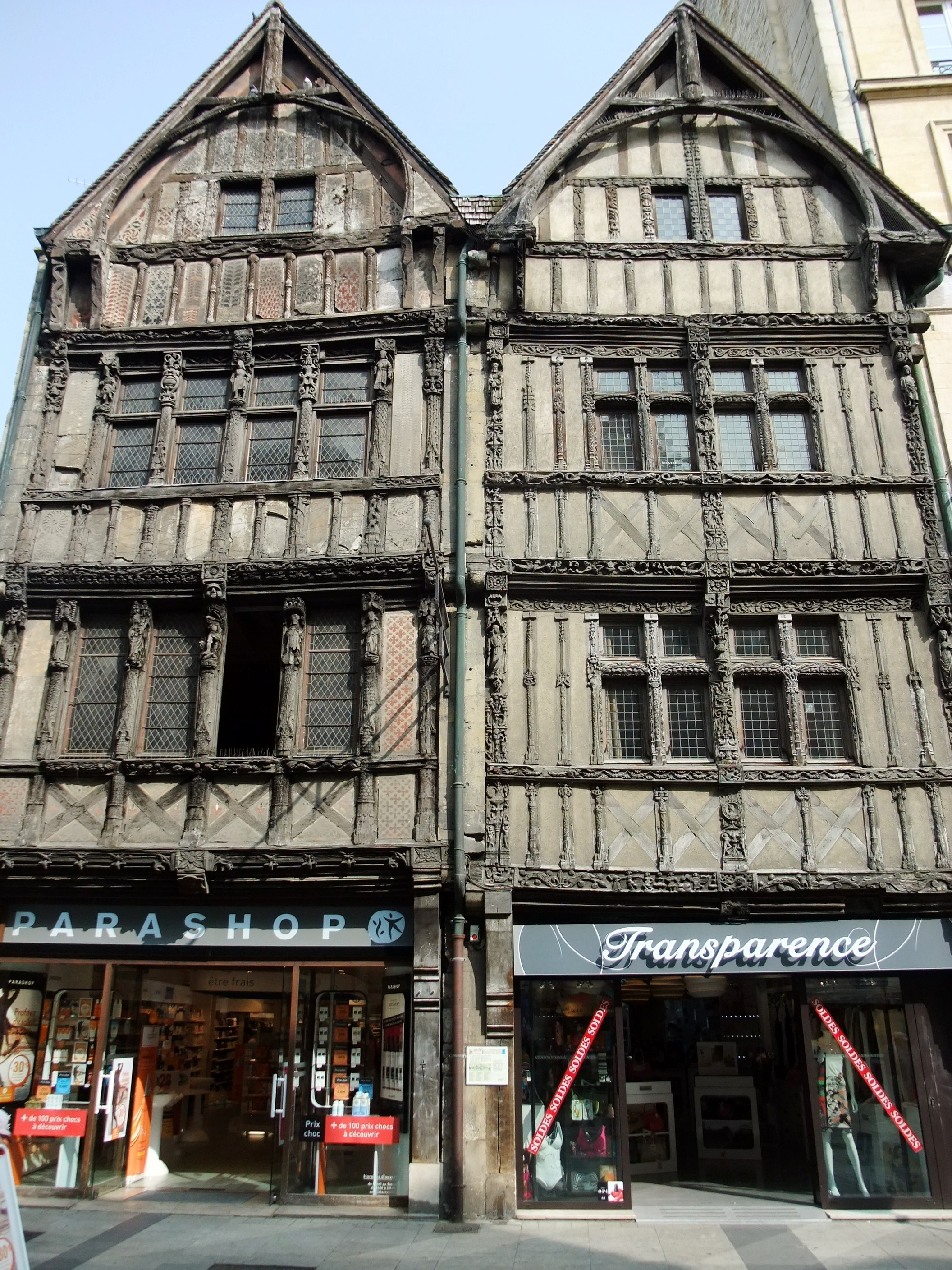
Casa medieval, rue Saint-Pierre 52-54 (siglo XVI)
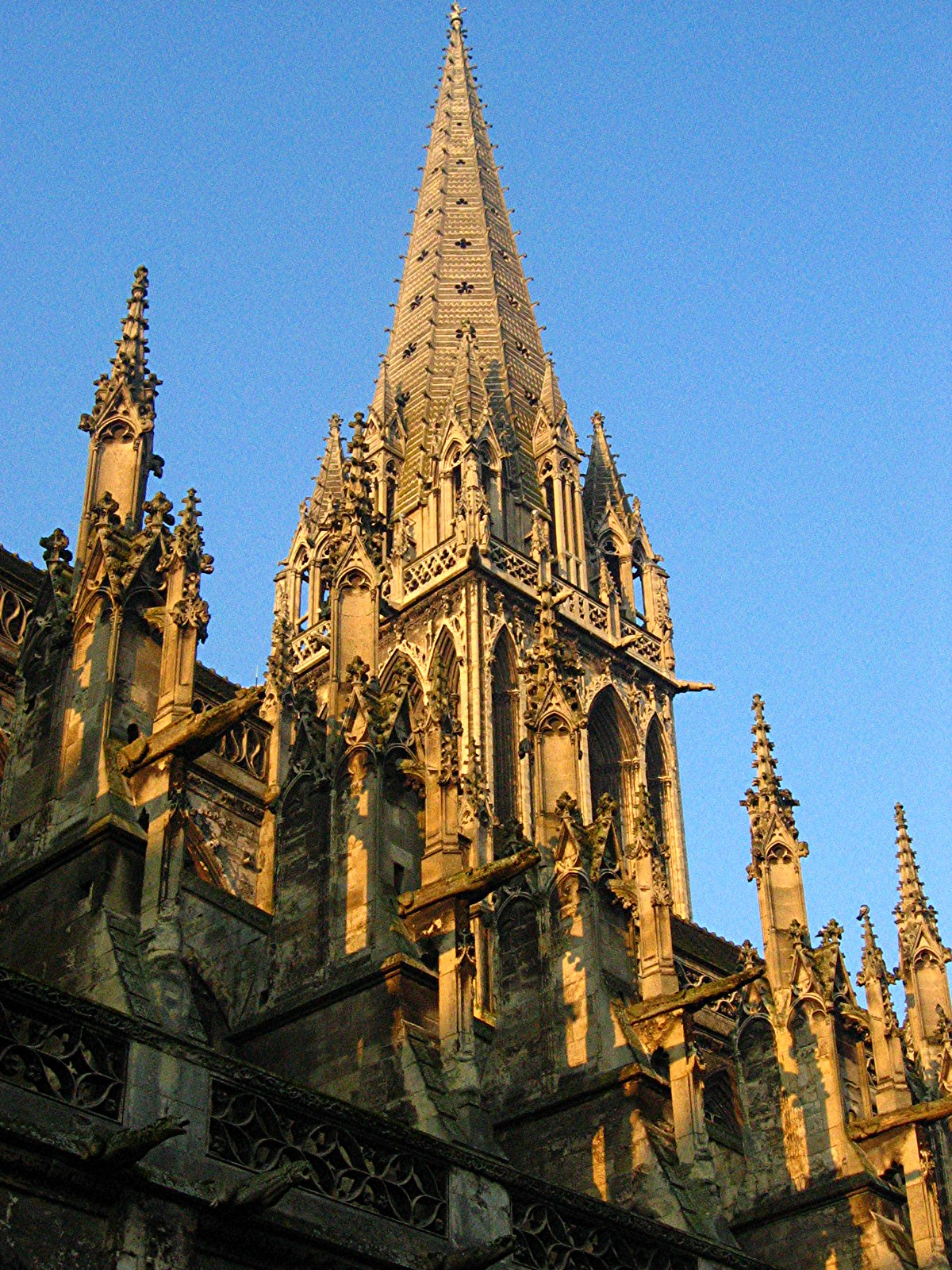
Iglesia de Saint Pierre, torre
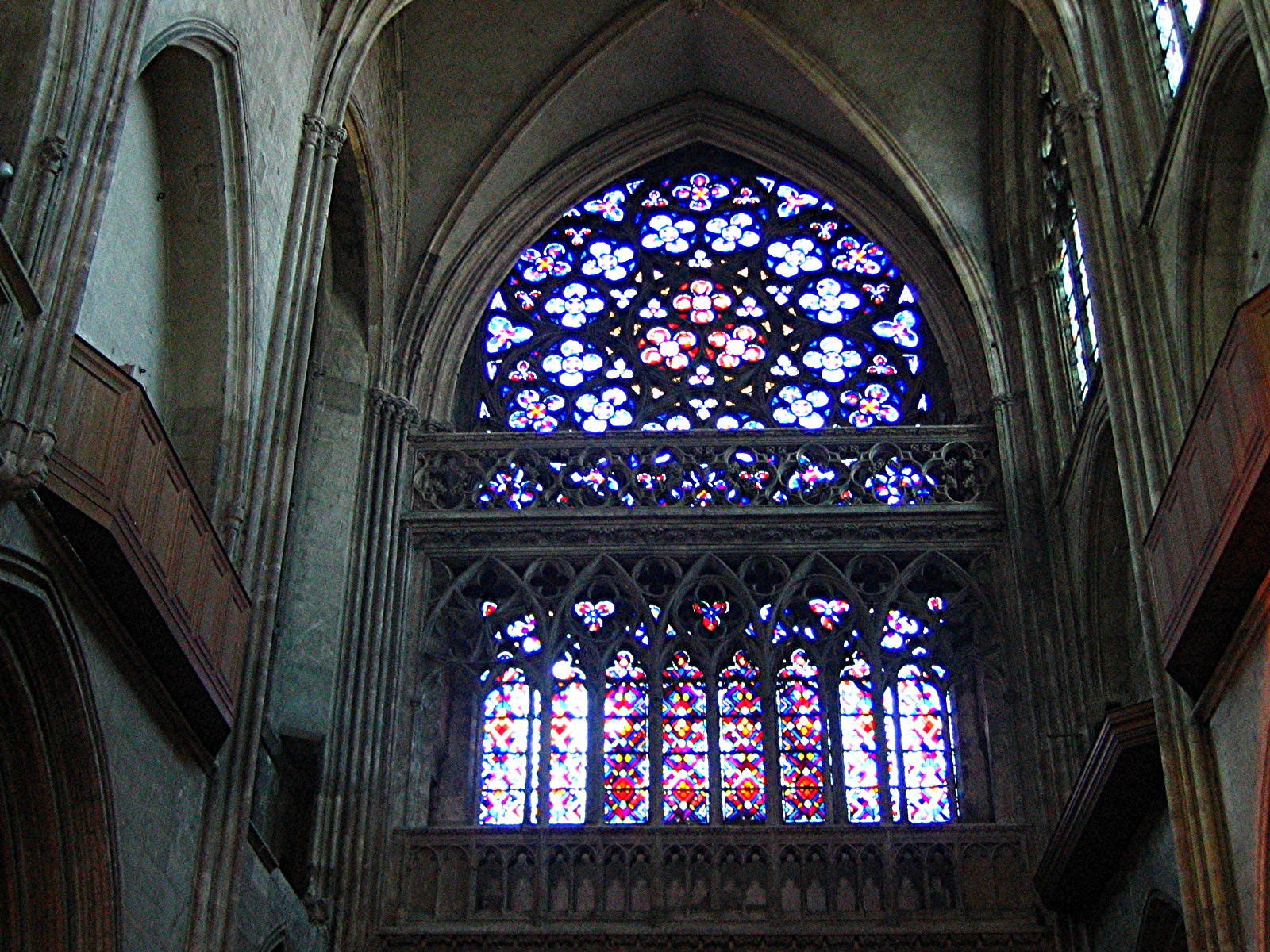
Iglesia de Saint Pierre, vitral de la fachada

Bayeux
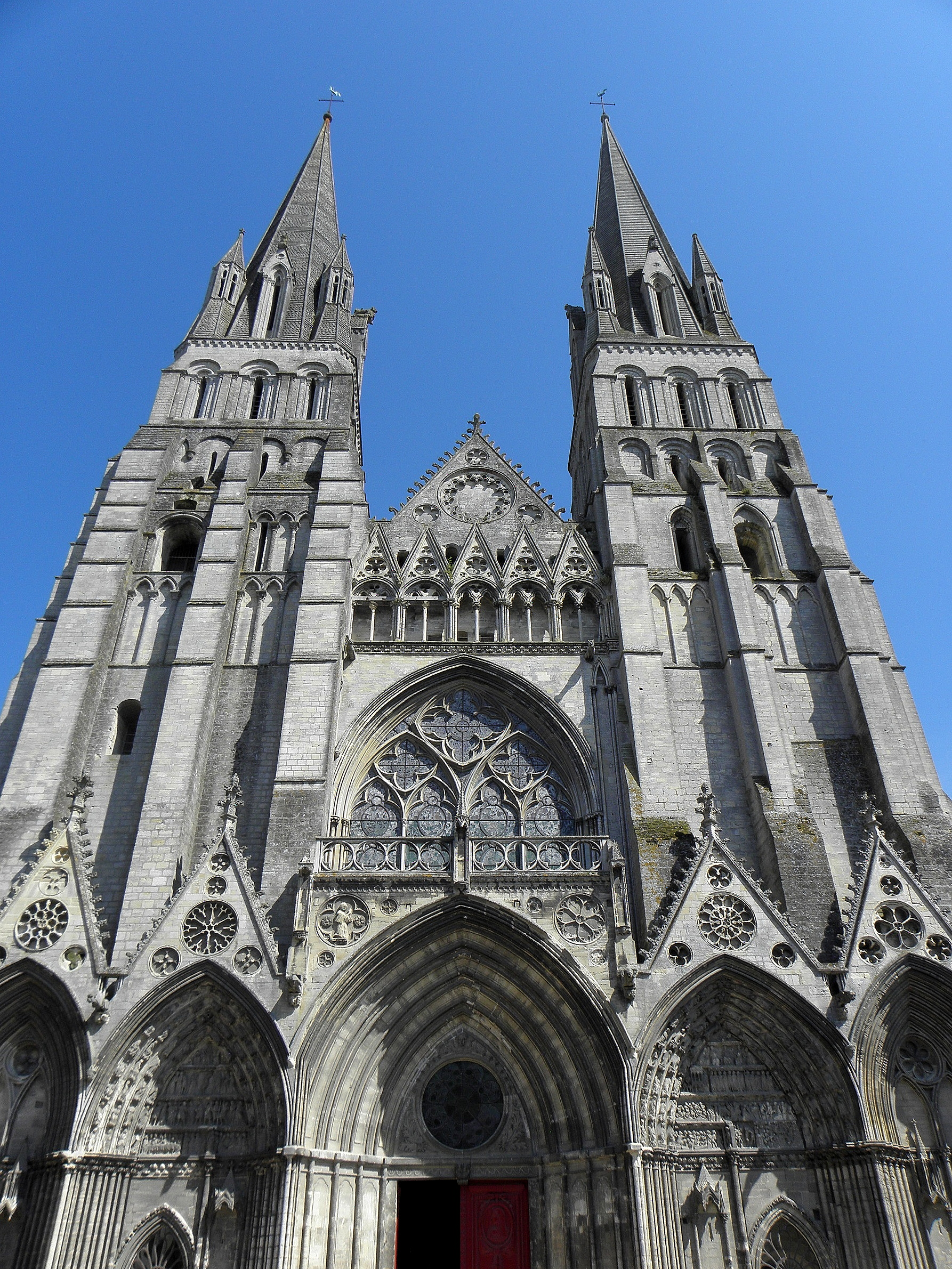
Torres de la fachada
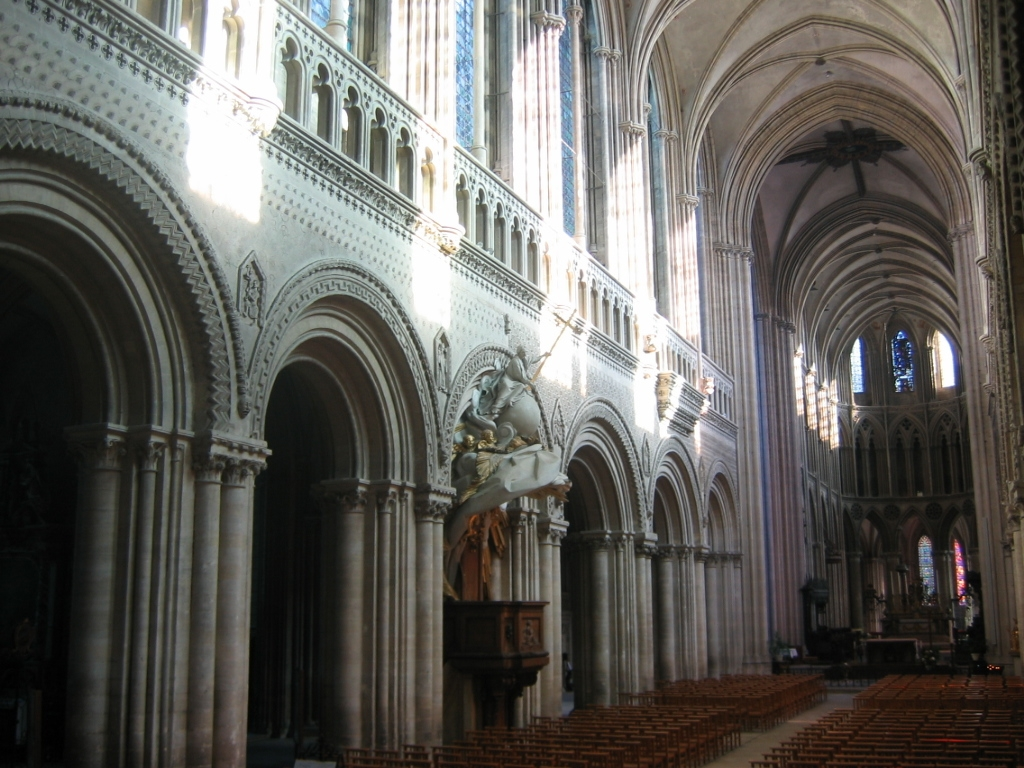
Nave
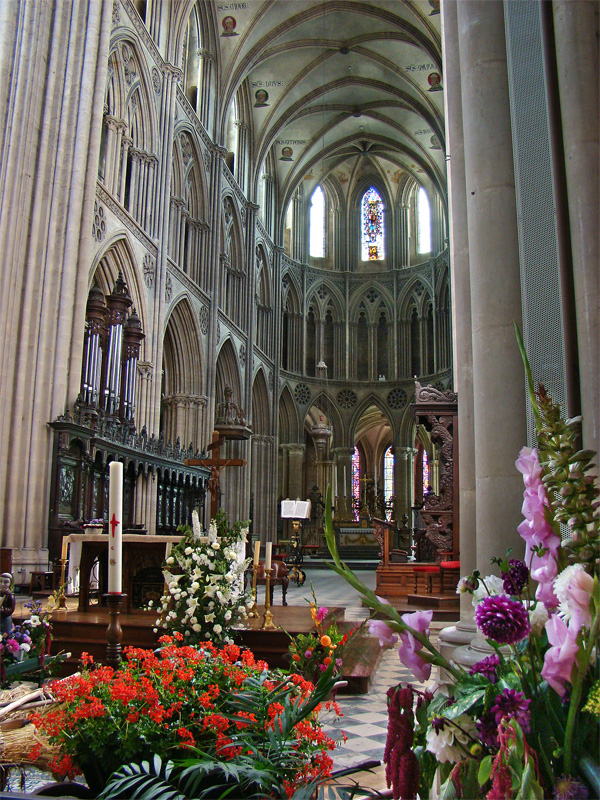
Coro
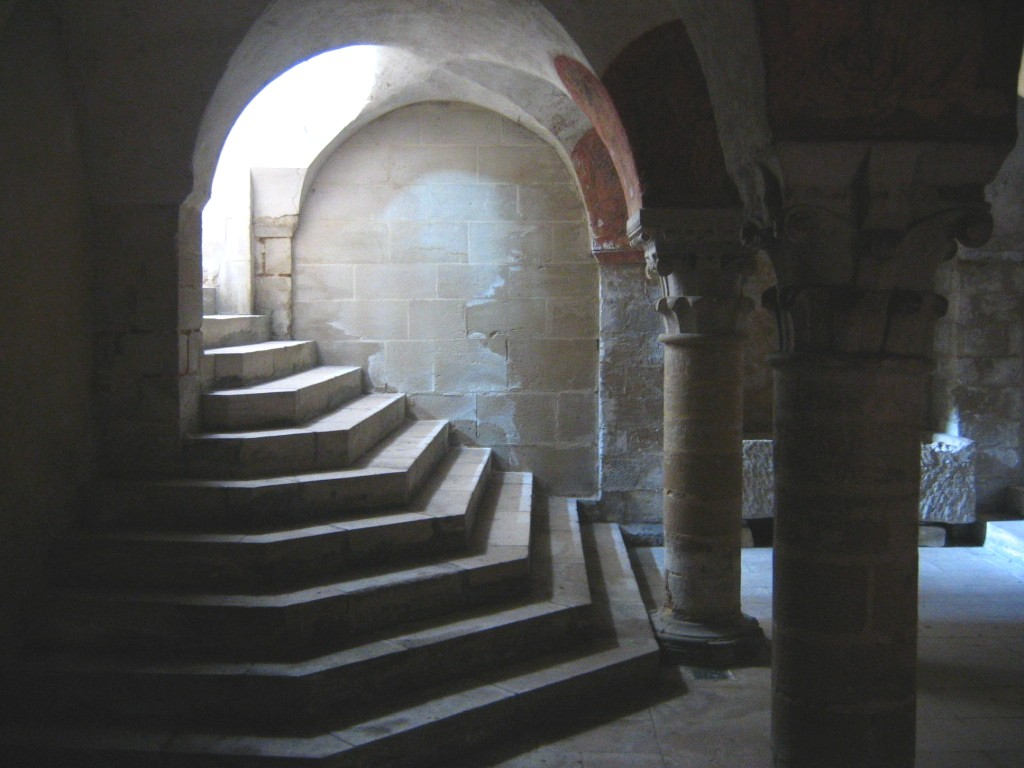
Cripta
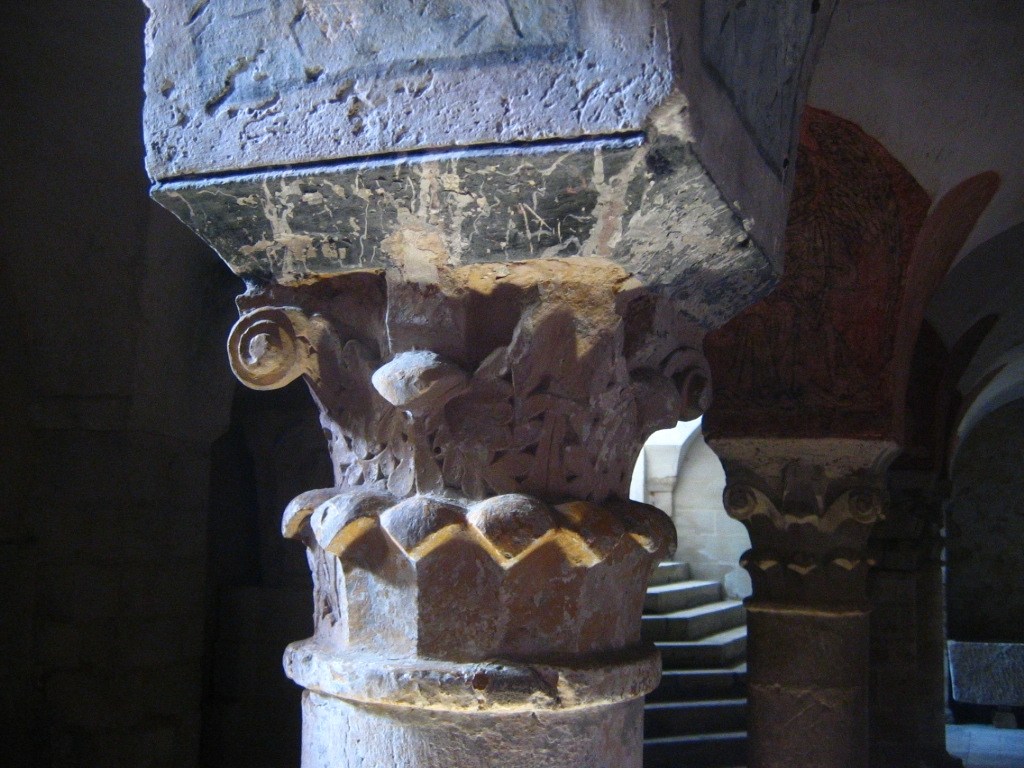
Cripta
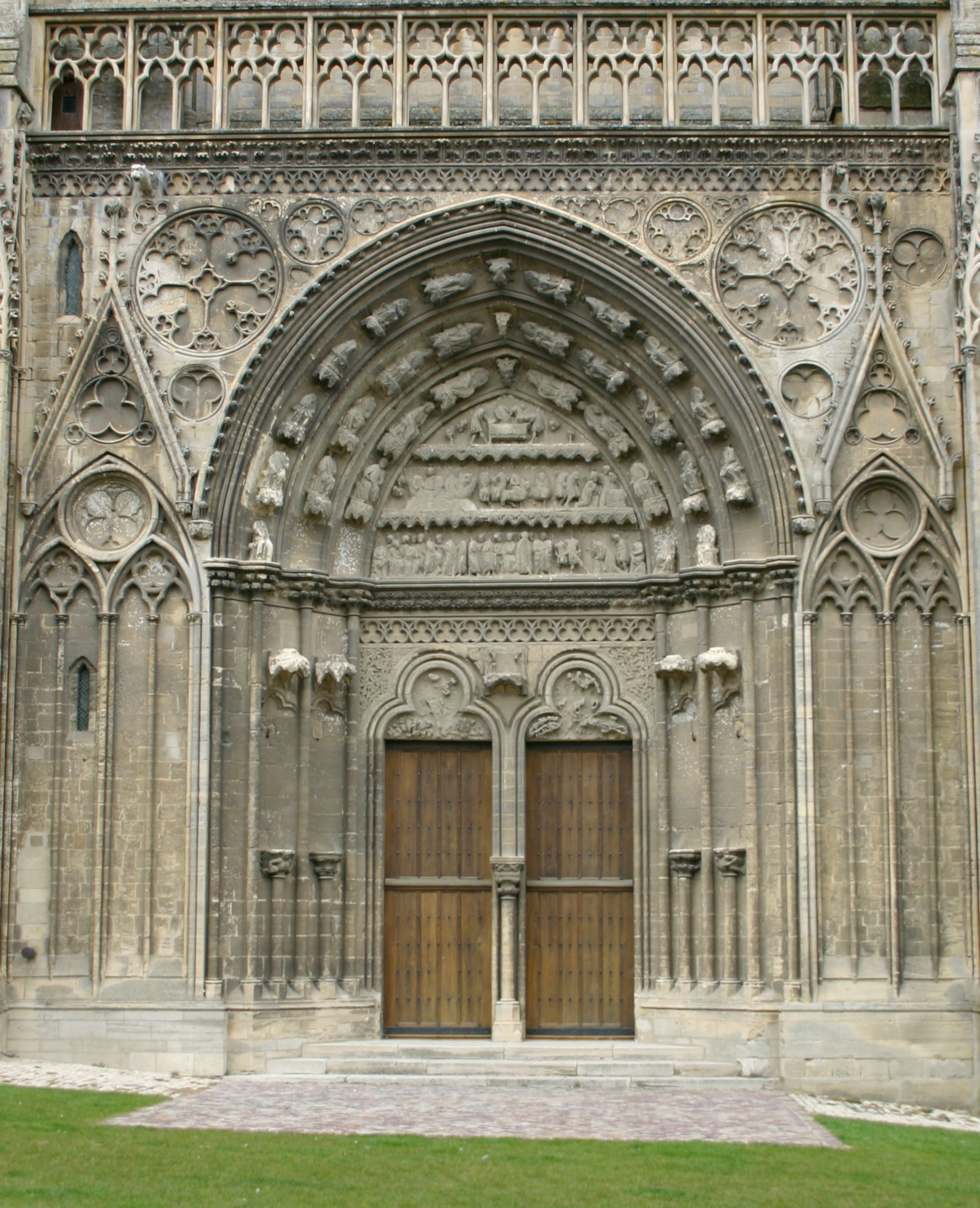
Puerta lateral
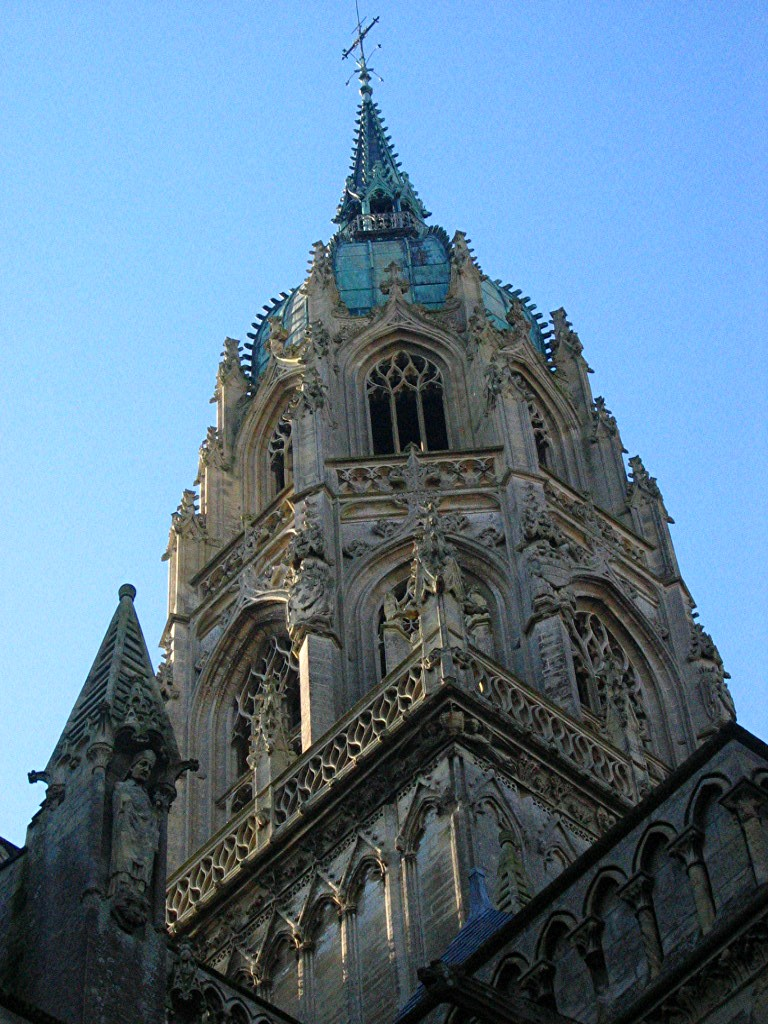
Tiburio

Saint-Martin-de-Boscherville
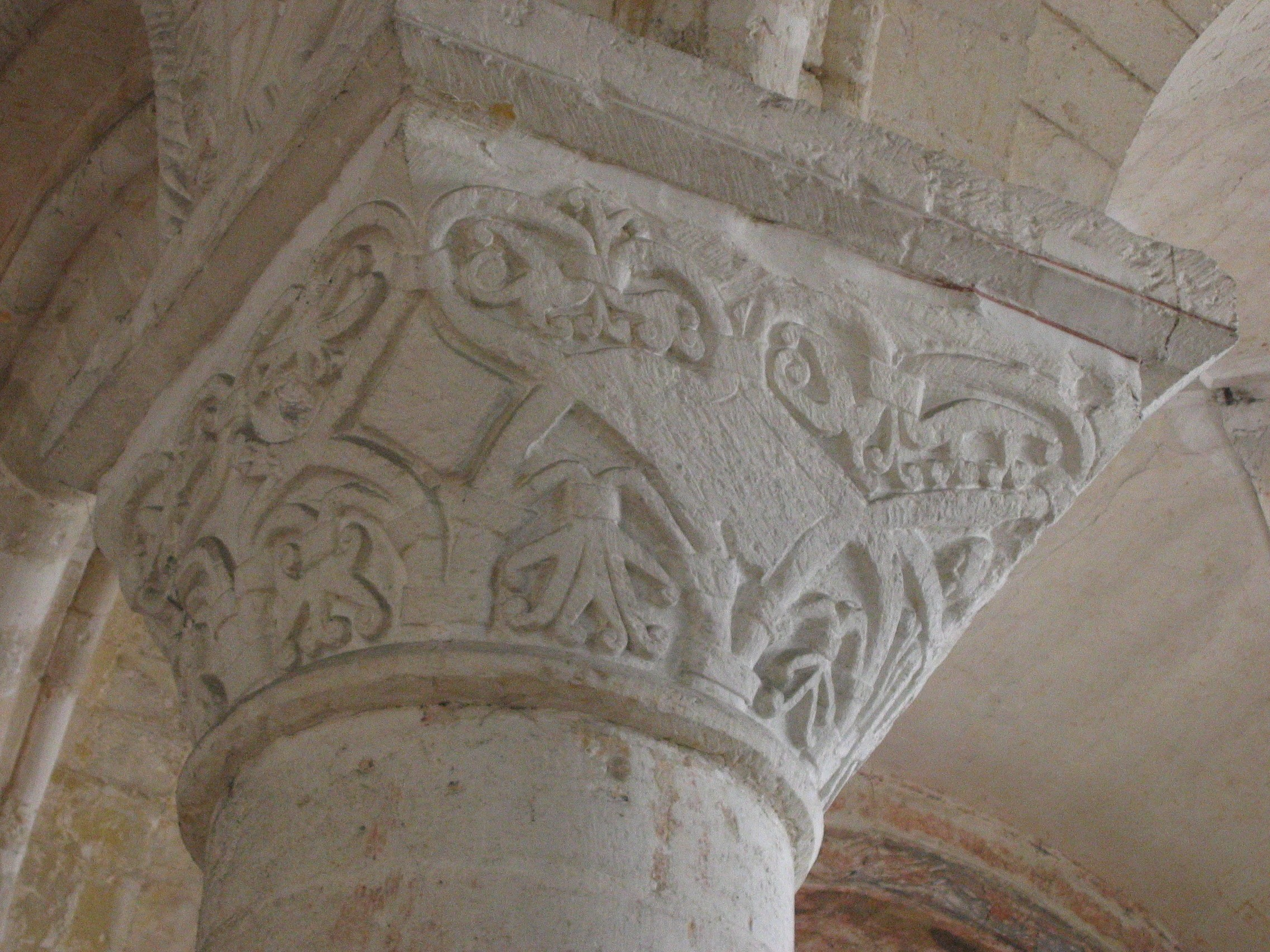
Capitel románico
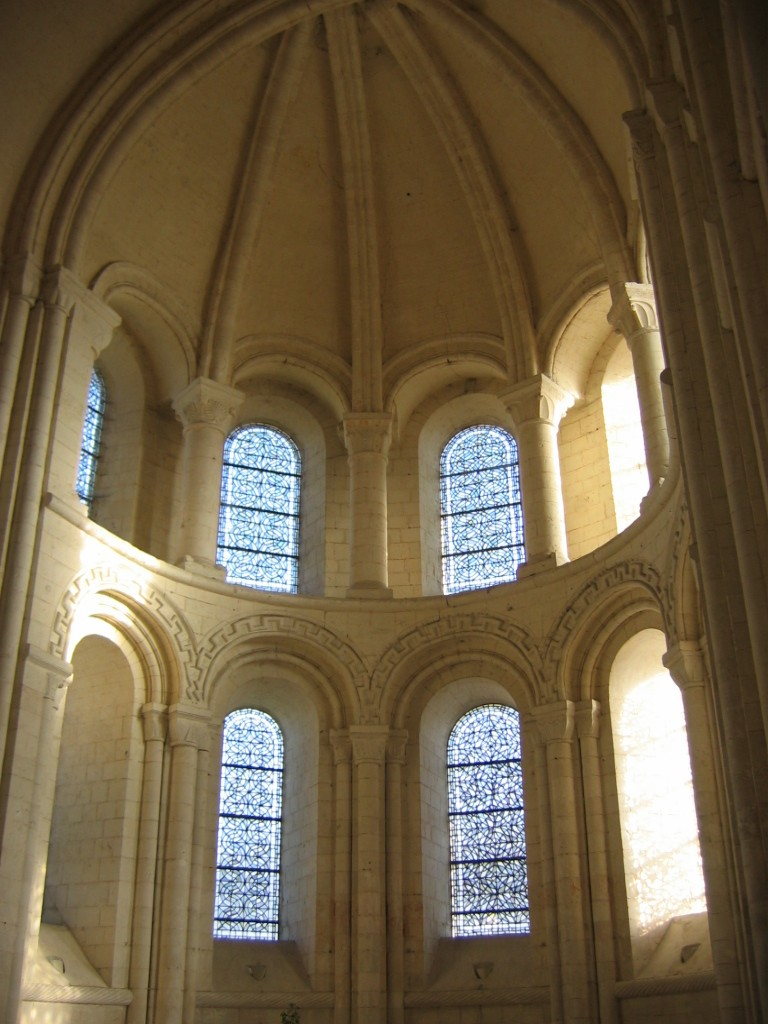
Coro
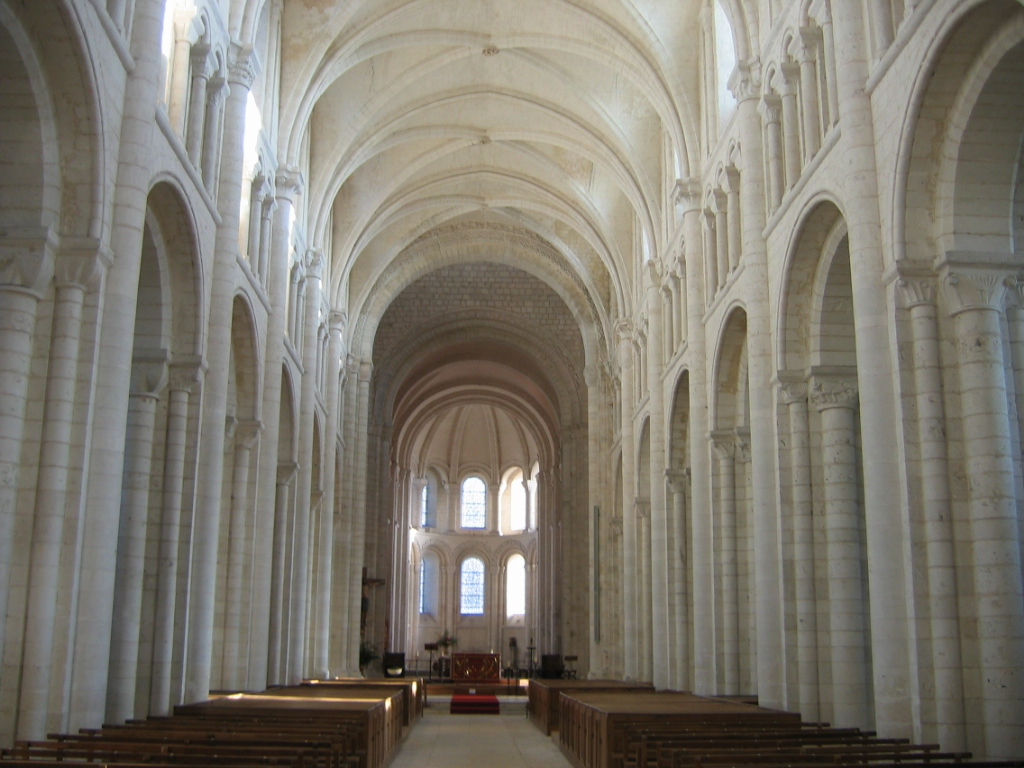
Nave

Ruan
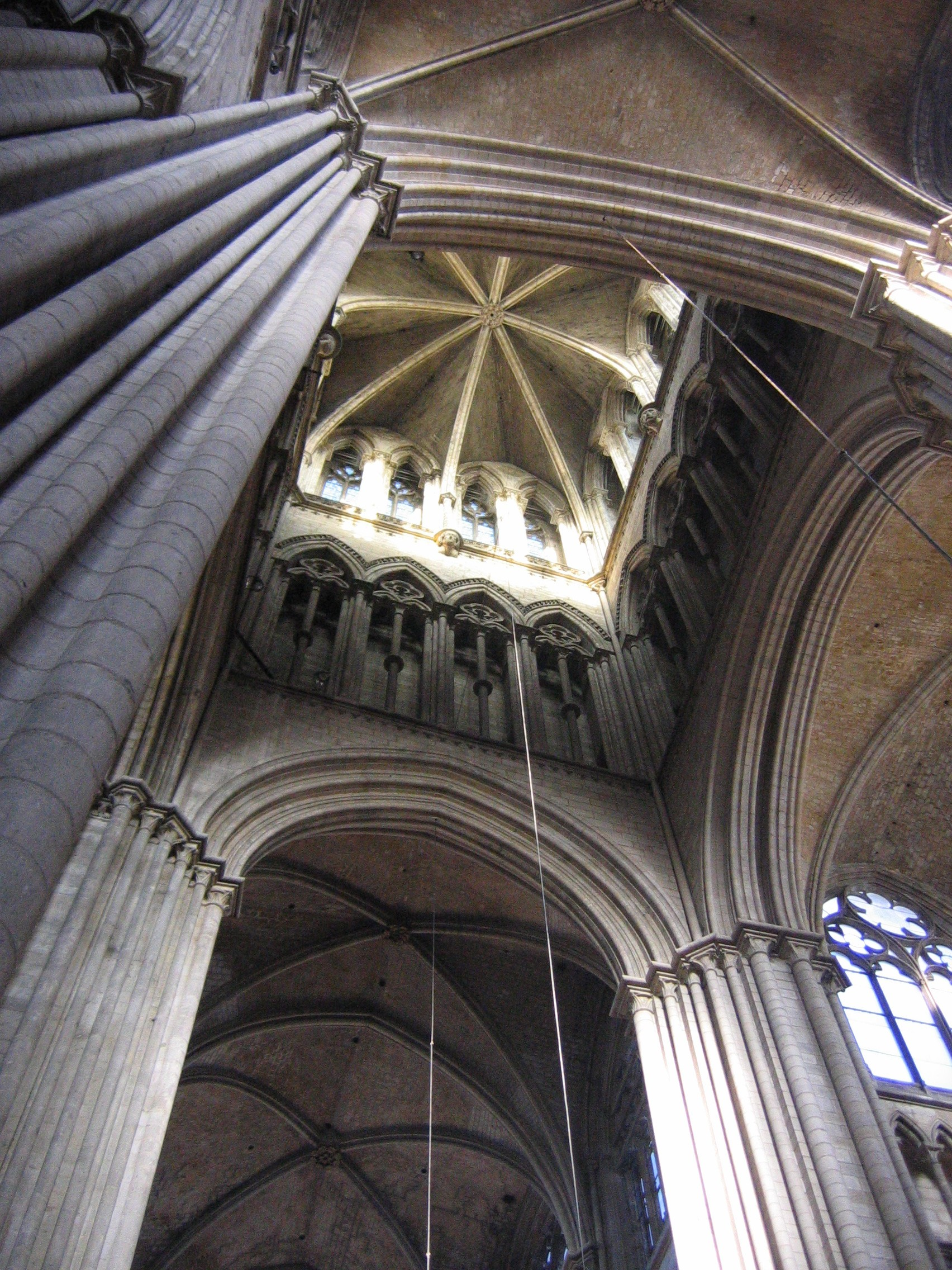
Catedral de Ruan
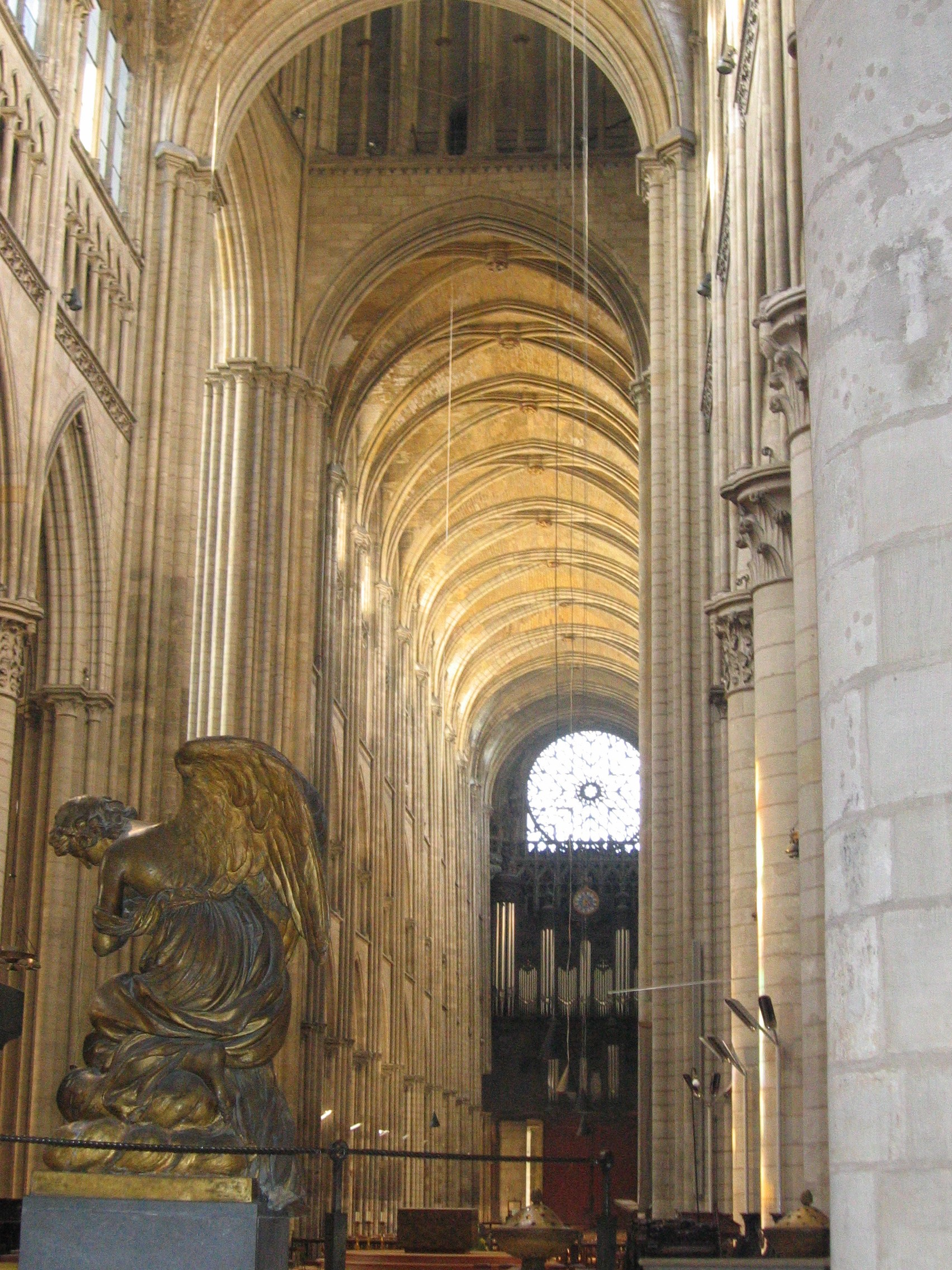
Catedral de Ruan, nave
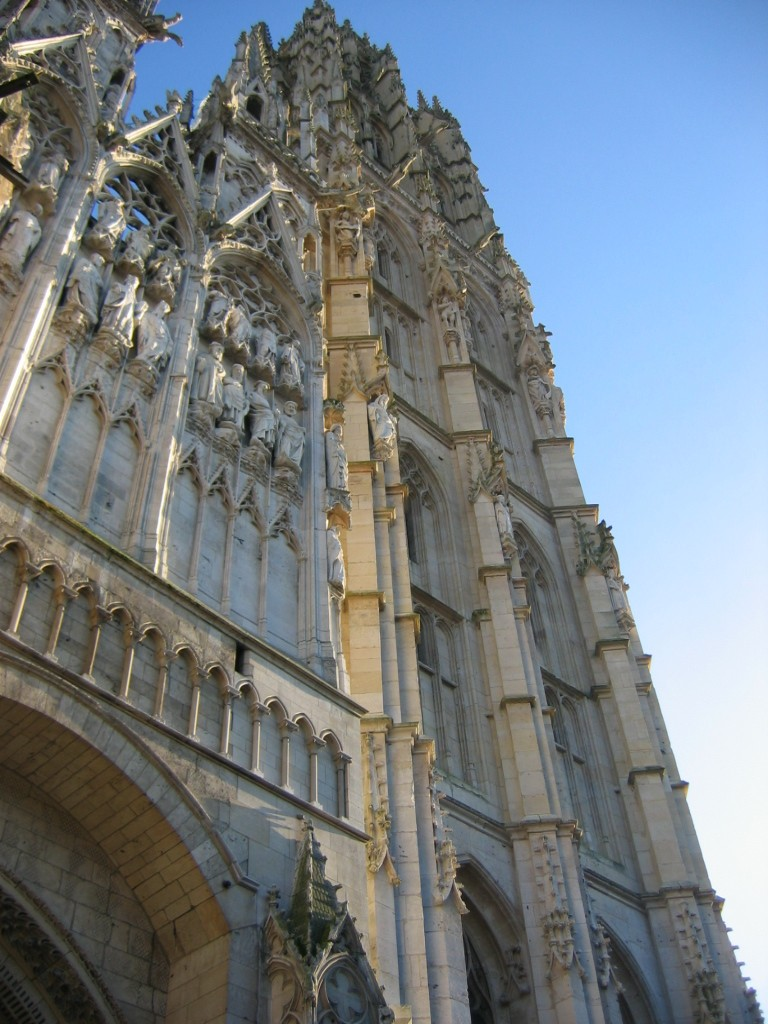
Catedral de Ruan, fachada
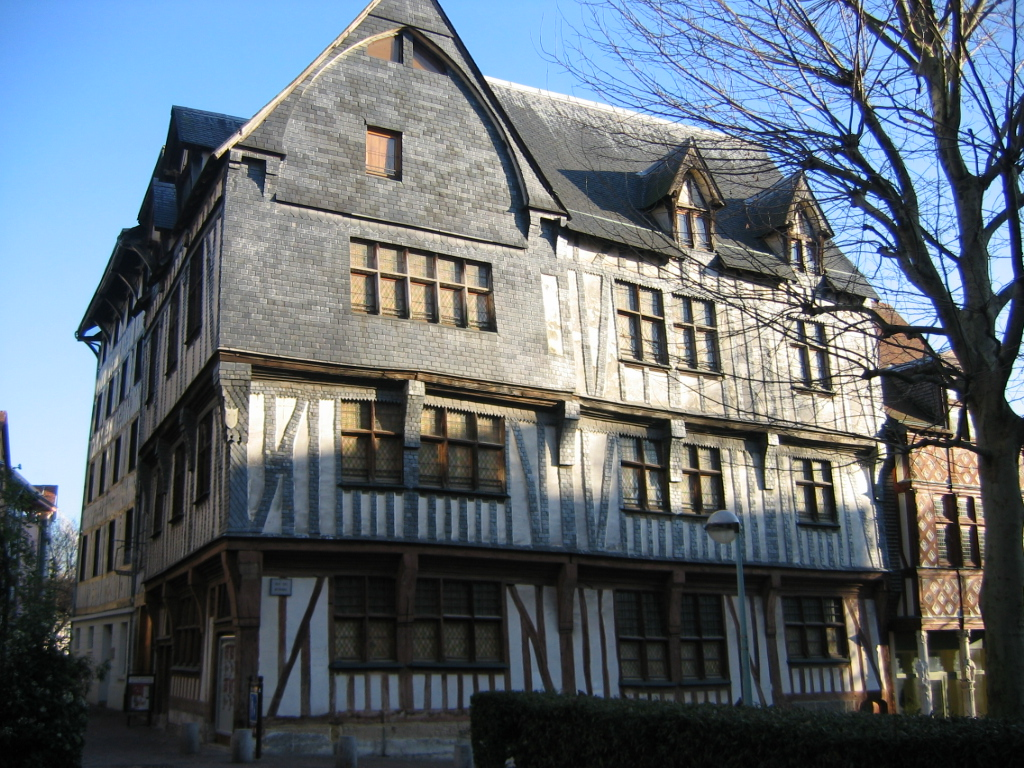
Casa medieval
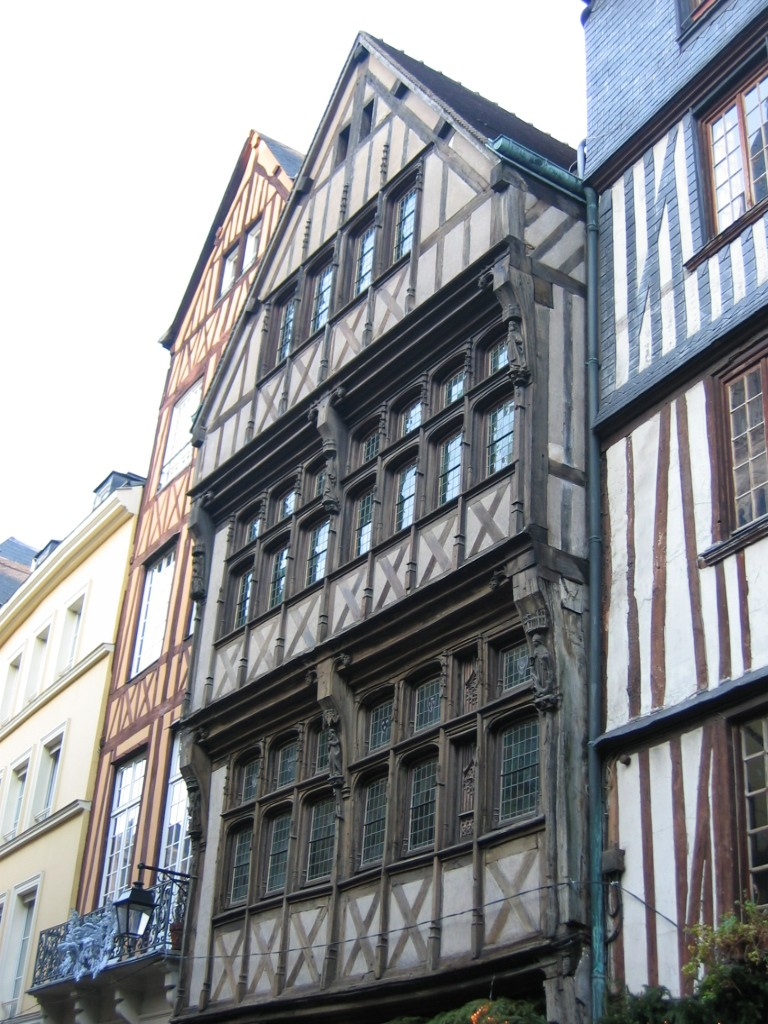
Casa medieval
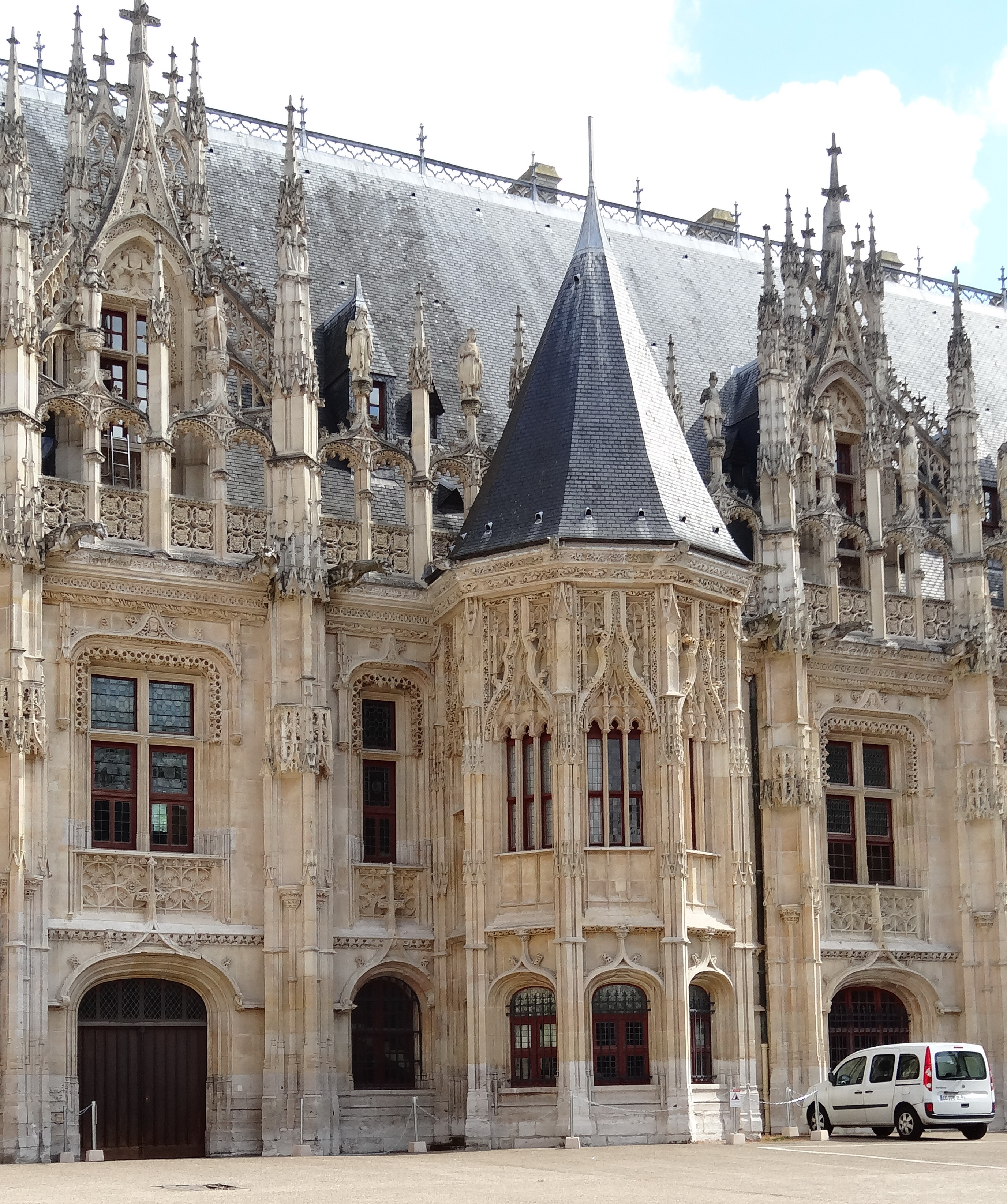
Palacio de justicia, gótico flamígero
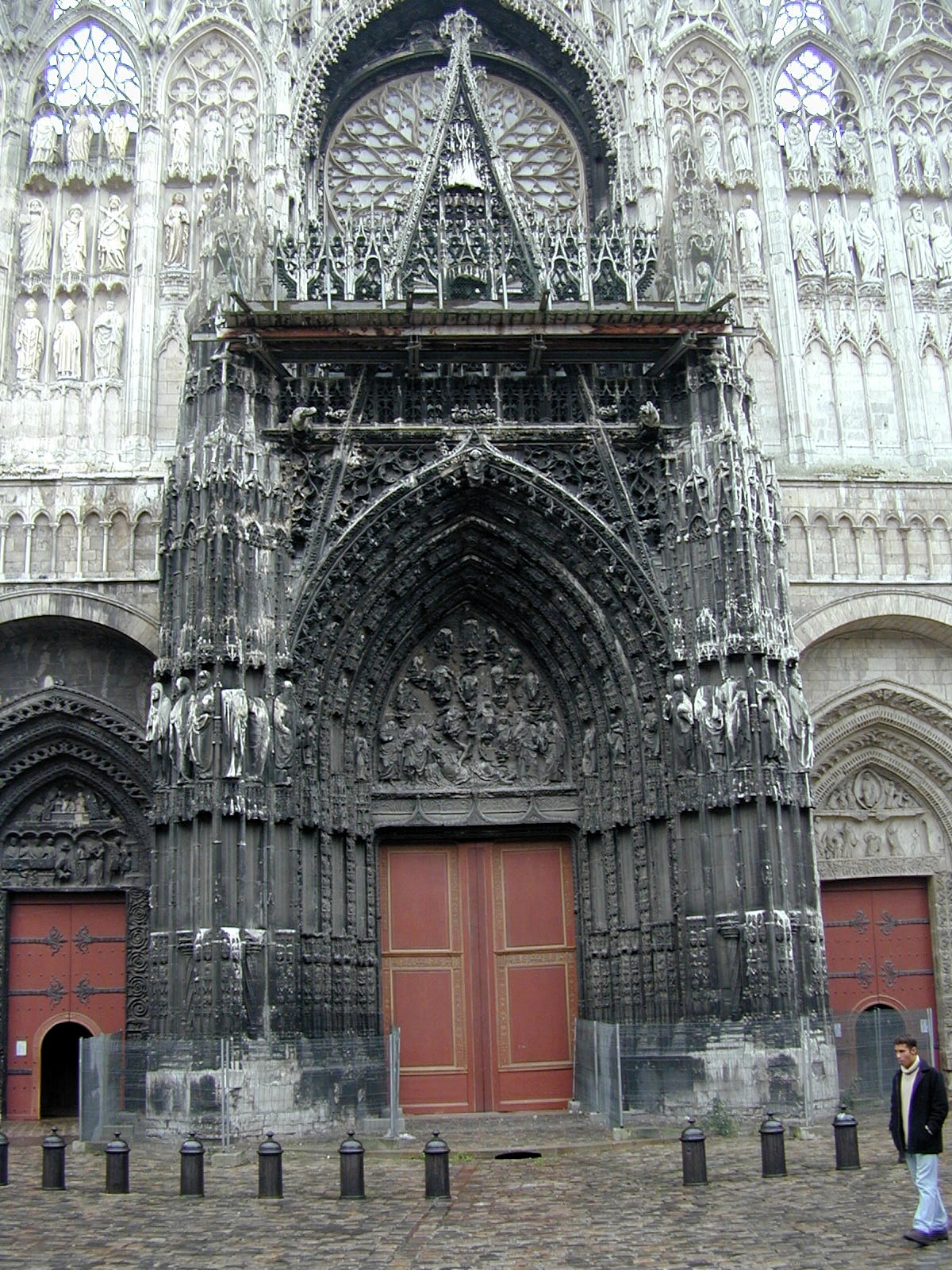
Catedral de Ruan, entrada
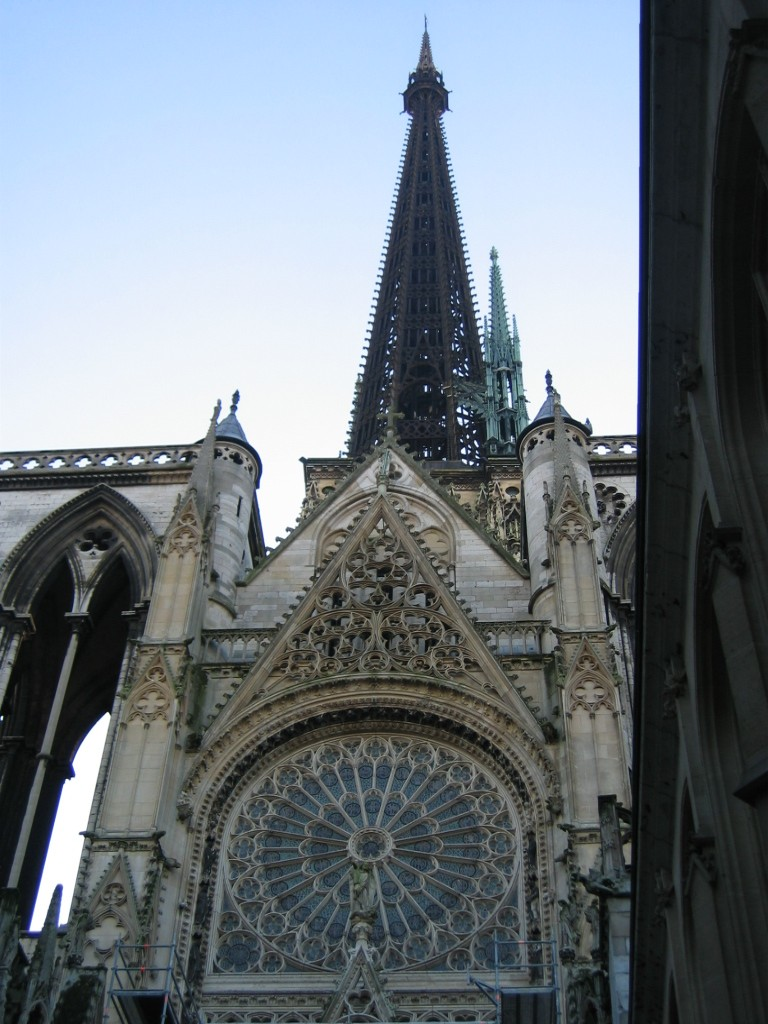
Catedral de Ruan, aguja